# Berlin-Wedding
Der Wedding ist ein Ortsteil des Bezirks Mitte in Berlin.
Der im 13. Jahrhundert urkundlich erwähnte Wedding war über Jahrhunderte bis ins 18. Jahrhundert nahezu unbesiedelt. Nach der Eingemeindung nach Berlin im Jahr 1861 stieg seine Einwohnerzahl. Er wurde 1920 namensgebend für den damaligen Bezirk Wedding, der nach der Teilung Berlins zum französischen Sektor West-Berlins gehörte. Der Ortsteil Wedding in seiner heutigen Form entstand 2001 aus dem westlichen Teil des ehemaligen Bezirks Wedding.

## Ortsname

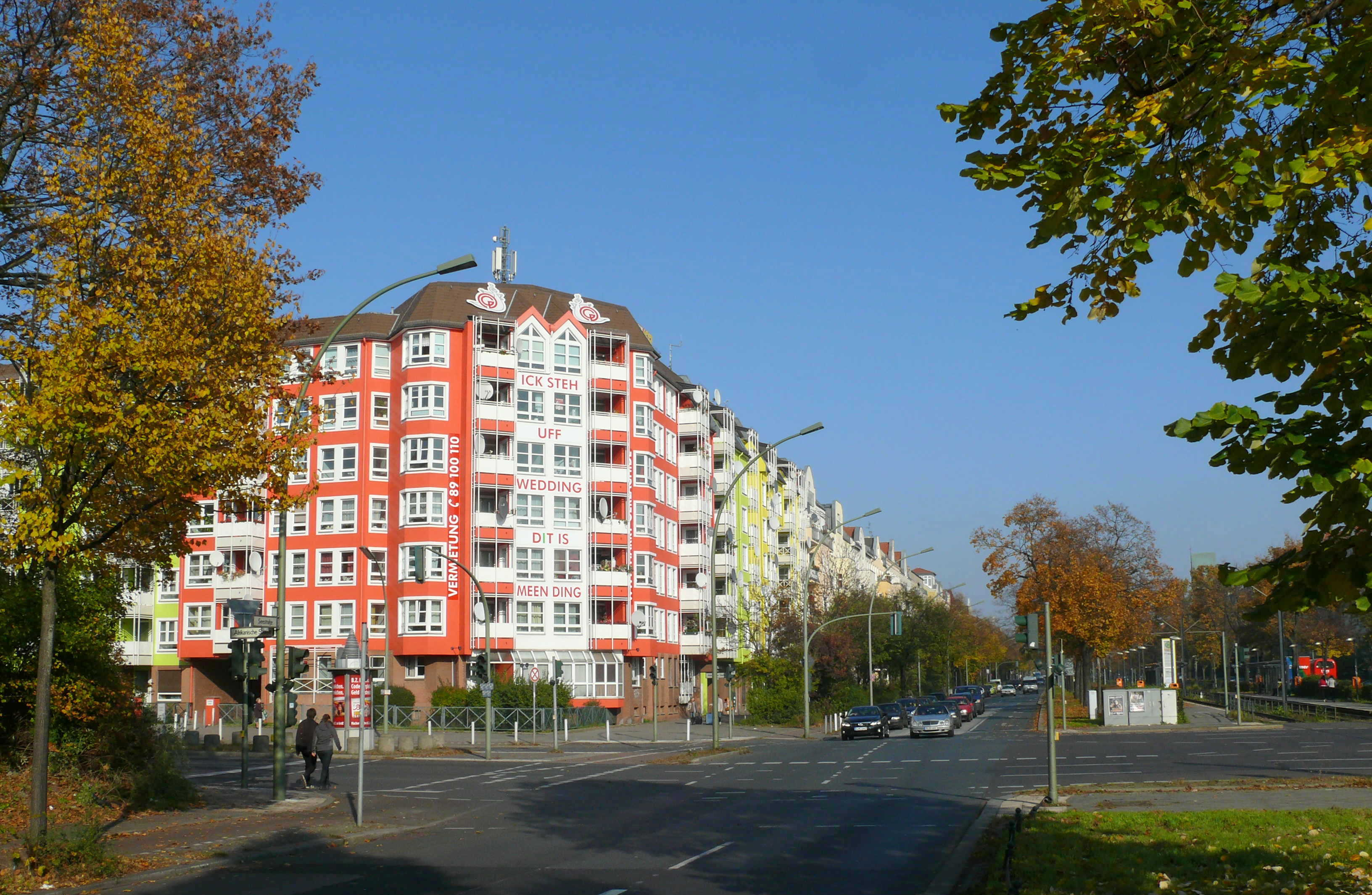
Begrüßung im Wedding in der Seestraße mit dem Fassadenspruch „Ick steh uff Wedding, dit is meen Ding“

Bewohner und oftmals auch die Berliner Medien beziehen sich mit dem Begriff „Wedding“ weiterhin auf das Gebiet des ehemaligen Bezirks Wedding.
Der Wedding erinnert an den dort vom Adligen Rudolf de Weddinghe errichteten Gutshof und dessen Vorwerk.
Wedding gehört zu den wenigen Ortsnamen, die im Deutschen mit Artikel benutzt werden. Man sagt: „Er wohnt auf dem Wedding.“ (Im Stadtdialekt: „Er wohnt uff’m Wedding“ oder „… am Wedding“.) Heute wird allerdings „… im Wedding“ bevorzugt.

„Wo ick wohne? Wie alle feine Leite, Berlin W. hinten mit en ‚Ding‘! –?? – Na Mensch, vastehste nich, Berlin Wedding!“

## Benachbarte Ortsteile

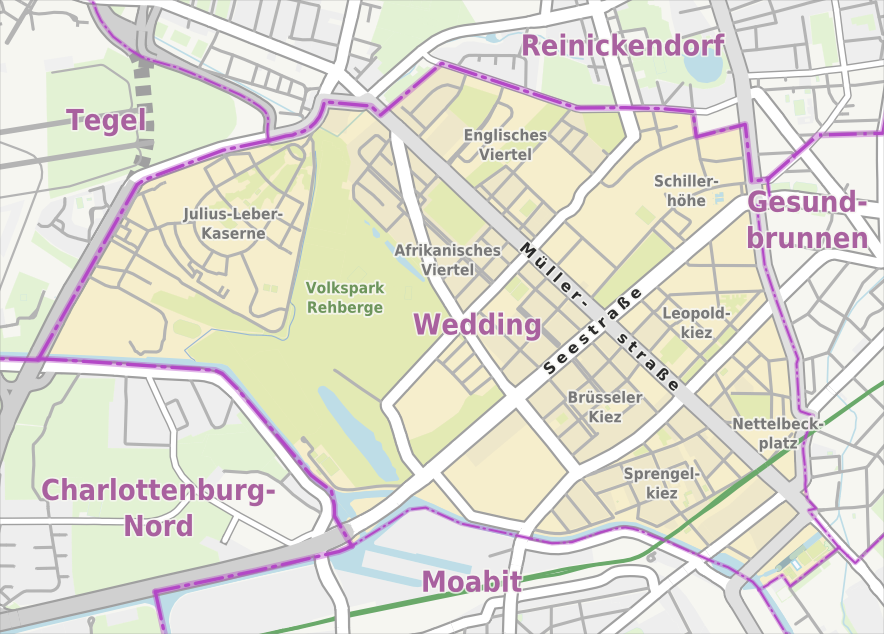
Übersichtskarte des Wedding

Im Osten, Südosten und Süden grenzt der Wedding an die Ortsteile Gesundbrunnen, Mitte und Moabit (die drei sind wie der Wedding auch Ortsteile des Bezirks Mitte), im Südwesten an den Ortsteil Charlottenburg-Nord (Bezirk Charlottenburg-Wilmersdorf) und im Nordwesten und Norden an die Ortsteile Tegel und Reinickendorf (beide sind Ortsteile des Bezirks Reinickendorf).

## Geschichte
Der Wedding wird bereits in zwei Urkunden aus dem 13. Jahrhundert erwähnt: 1251 handelte es sich um „eine Mühle im Gebiet des Dorfes, welches Weddinge hieß, am Flusse Namens Pankow erbaut“ und im Jahr 1289 um „das wirkliche Lehensgut und den mit dem Gehöfte Wedding verbundenen Titel eines Lehensgutes“.

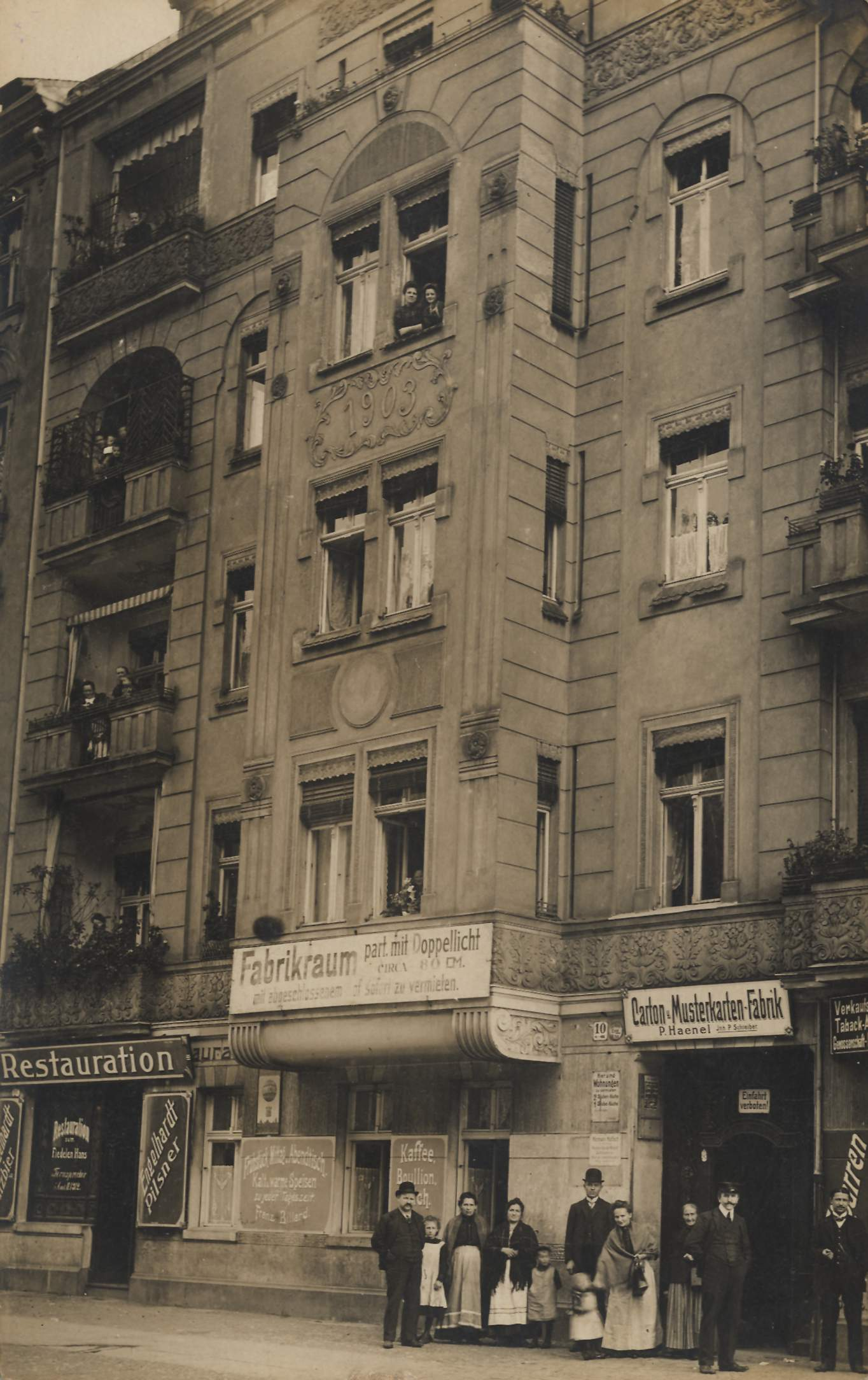
Typisches Wohn- und Geschäftshaus im Wedding, um 1910

Im 13. Jahrhundert wurde das Dorf Wedding als Wüstung, also als verlassene Siedlung, erwähnt. Die Mühle des Ortes wurde an das Benediktinerinnenkloster in Spandau verkauft, das auf der Gemarkung des Dorfes liegende Lehngut wurde Besitz der Stadt Berlin. Im 14. Jahrhundert wurden die Flächen von Berliner Bürgern noch zum Ackerbau genutzt, danach überwuchs es vollständig mit Kiefern und Eichen und wurde als „Berliner Stadtheide“ bezeichnet. Im 17. Jahrhundert wurde auf dem Gebiet des heutigen Nettelbeckplatzes ein Gutshof angelegt, der bereits 1603 dem brandenburgischen Kurfürsten übergeben wurde. Dieser ließ daraus ein Vorwerk errichten. Damit war der Gutshof kurfürstliche Domäne und gehörte rechtlich nicht mehr zur Stadt Berlin.
Im Zusammenhang mit dem Ausbau Berlins und dem dafür benötigten Holz wurde die Stadtheide fast vollständig gerodet, sodass das Land um den Wedding verödete. Im 18. Jahrhundert begann die umfangreiche Besiedlung des Gebiets nördlich Berlins und damit auch des Weddings. 1778 wurden die ersten Kolonistenhäuser im Bereich des heutigen Weddingplatzes errichtet. 1782 ließ Friedrich II. eine Kolonie gründen, die wegen der Nähe des Gutshofes den Namen Wedding oder Neu-Wedding erhielt.
Im Jahr 1861 wurde der Wedding in Berlin eingemeindet. Er gab dem 1920 gegründeten und bis 2000 bestehenden Bezirk Wedding seinen Namen, der das Gebiet der heutigen Ortsteile Wedding und Gesundbrunnen umfasste.
Nach dem Zweiten Weltkrieg im Jahr 1945 bis zur deutschen Wiedervereinigung im Jahr 1990 gehörte der Bezirk Wedding zum französischen Sektor Berlins.
Seit den 1970er Jahren siedelten sich im traditionellen Arbeiterviertel zahlreiche – vielfach auch türkische – Gastarbeiter und andere Einwanderer an, da dort preiswerter Wohnraum vorhanden war, was dem Viertel einen multikulturellen Charakter verlieh.
Nachdem der Bezirk Wedding 2001 im neuen, größeren Bezirk Mitte aufgegangen war, erhielt Gesundbrunnen den Status eines Berliner Ortsteils.

## Bevölkerung
| Jahr | Einwohner |
| ---- | --------- |
| 2007 | 74.962    |
| 2010 | 76.951    |
| 2015 | 84.194    |
| 2020 | 85.275    |
| 2021 | 84.969    |
| 2022 | 86.514    |
| 2023 | 86.926    |
| 2024 | 86.796    |

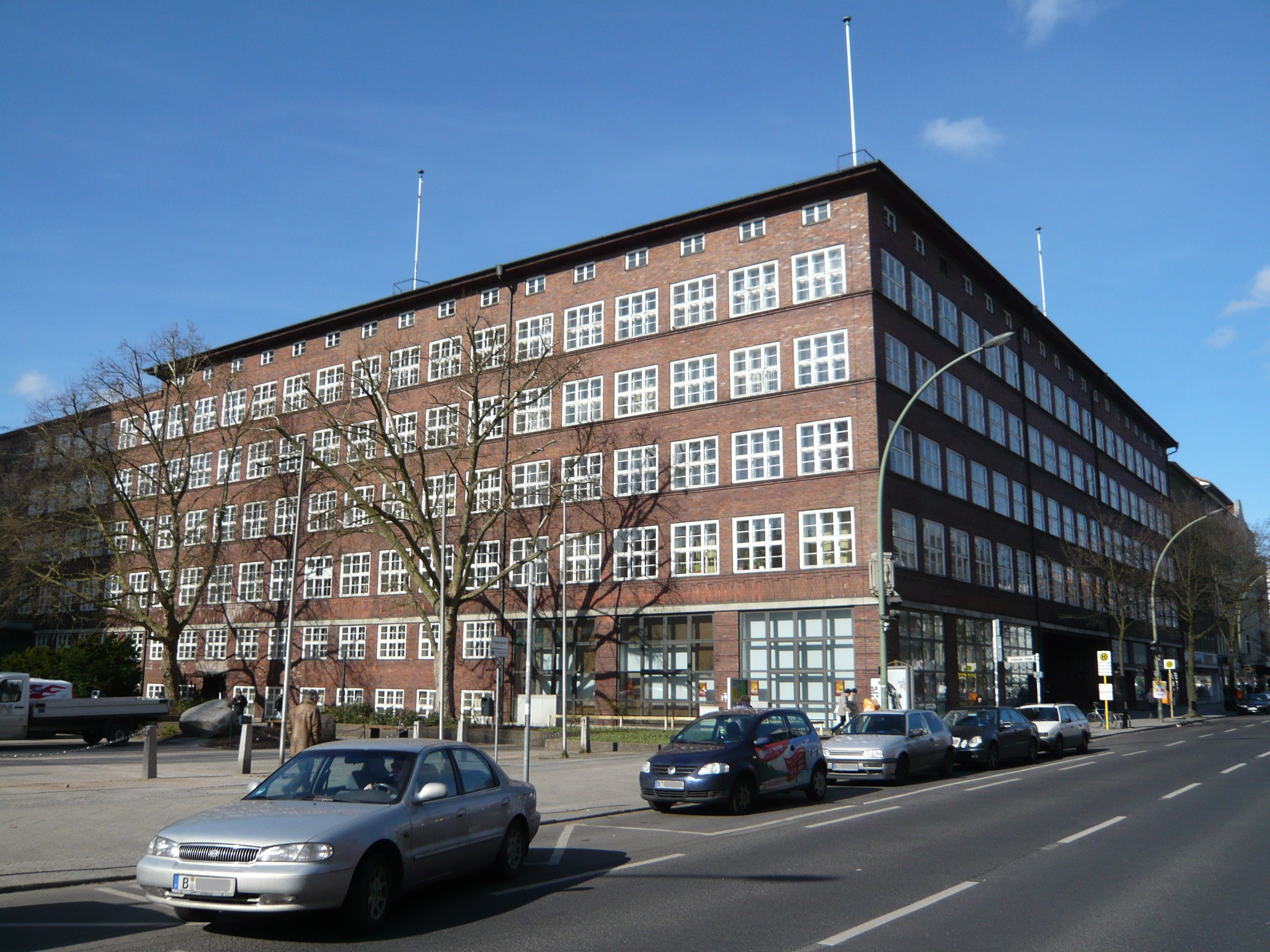
Rathaus Wedding

Quelle: Statistischer Bericht A I 5. Einwohnerregisterstatistik Berlin. Bestand – Grunddaten. 31. Dezember. Amt für Statistik Berlin-Brandenburg (jeweilige Jahre)
Einen Migrationshintergrund (deutsche Staatsbürger + Ausländer) haben 55,4 % der Einwohner im Wedding (Berlin: 36,6 %, Stand: 2021). Der Anteil der ausländischen Bevölkerung beträgt 35,4 %, der Berliner Durchschnitt liegt bei 21,5 %.

## Sehenswürdigkeiten

### Bebauung

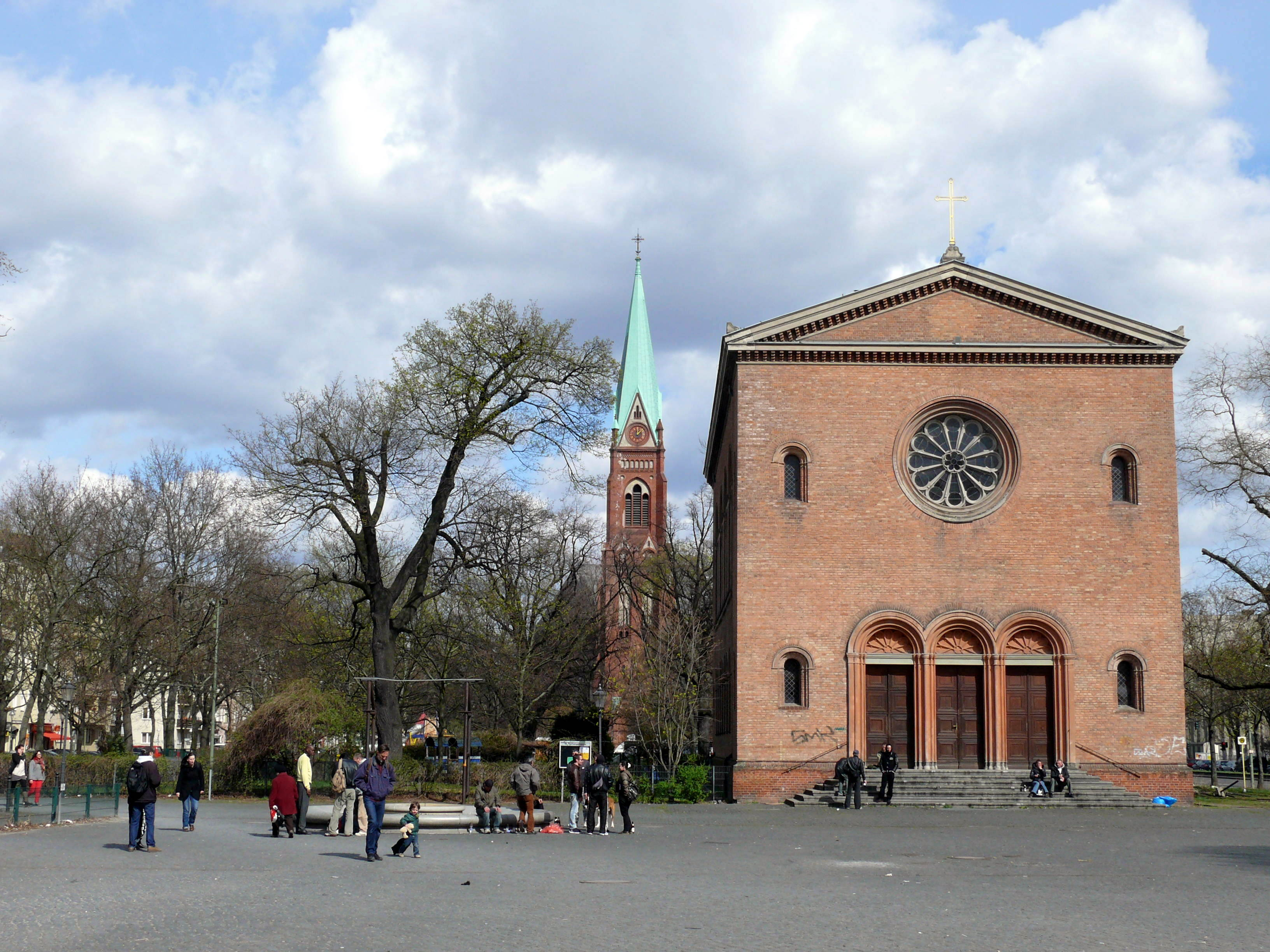
Alte Nazarethkirche, im Hintergrund Neue Nazarethkirche auf dem Leopoldplatz

Der Wedding wird größtenteils von Gründerzeitvierteln und Wohnsiedlungen des Neuen Wohnens der 1920er bis 1950er Jahre geprägt. Während im Altbezirk Wedding die Zahl der Wohnungen in Gründerzeitbauten, die vor allem den Bereich südlich der Seestraße prägen, etwas höher ist als die der Wohnungen in Wohnsiedlungen, hat keiner der anderen Berliner Bezirke einen ähnlich hohen Anteil an diesen Siedlungen. Prägend ist hier das Afrikanische Viertel zwischen dem Volkspark Rehberge und dem Schillerpark. Hier sind die mit den typischen Grünflächen umgebenen Siedlungsbauten der 1920er und 1930er Jahre bestimmend. Erwähnenswert sind insbesondere die zum UNESCO-Welterbe gehörende Siedlung Schillerpark sowie die Friedrich-Ebert-Siedlung. Dazu kommen mehrgeschossige Gebäude des sozialen Wohnungsbaus der 1970er und 1980er Jahre.
Nahe dem U-Bahnhof Reinickendorfer Straße und dem Bahnhof Wedding steht das Erika-Heß-Eisstadion. Es ist im Winter die Heimat des Berliner Eishockeyvereins FASS Berlin. Wegen der wenigen Berliner Eisflächen war das Eisstadion von 2009 bis 2012 auch zweite Heimat des ECC Preussen Berlin.

### Plätze
- Augustenburger Platz
- Eckernförder Platz
- Leopoldplatz (umgangssprachlich: Leo)
- Louise-Schroeder-Platz
- Manga-Bell-Platz
- Max-Josef-Metzger-Platz
- Nettelbeckplatz
- Pekinger Platz
- Sparrplatz
- Zeppelinplatz

### Grünanlagen
- Schillerpark
- Volkspark Rehberge
- Goethepark
- Freibad Plötzensee
- Nordhafenpark
- Sprengelpark

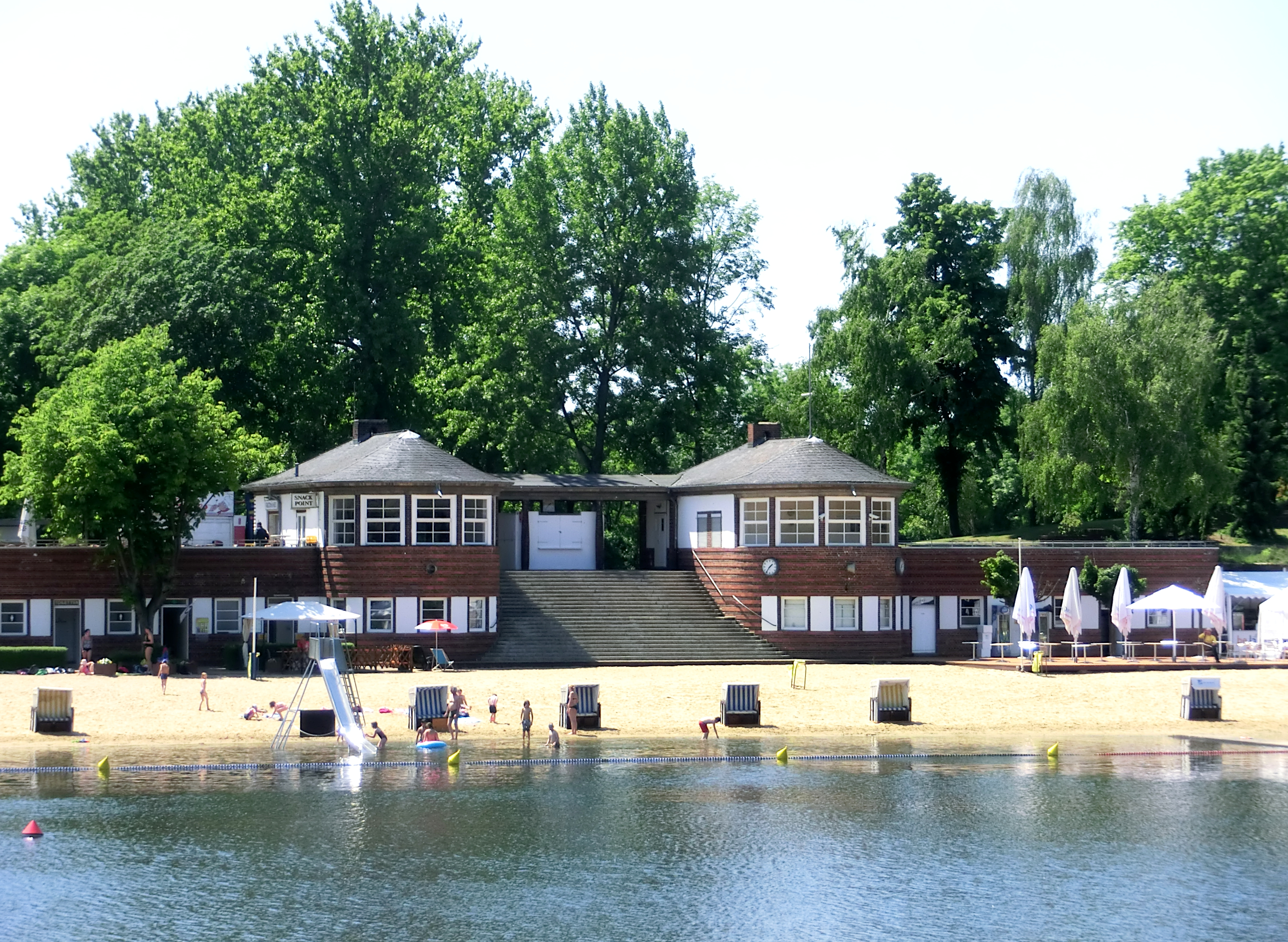
Freibad Plötzensee

- Düne Wedding auf dem Gebiet des Schul-Umwelt-Zentrums Mitte in der Scharnweberstraße 158/159, letzte innerstädtische eiszeitliche Düne Deutschlands und als flächenhaftes Naturdenkmal geschützt[7]

### Kieze und Viertel
- Afrikanisches Viertel, auch: Otawikiez
- Antonkiez
- Brüsseler Kiez, auch: Belgisches Viertel
- Englisches Viertel mit der Siedlung Schillerpark
- Julius-Leber-Kaserne, auch: Quartier Napoléon
- Leopoldkiez, auch: Osramkiez
- Sprengelkiez, auch: Sparrplatz-Quartier

## Verkehr

### Öffentlicher Nahverkehr

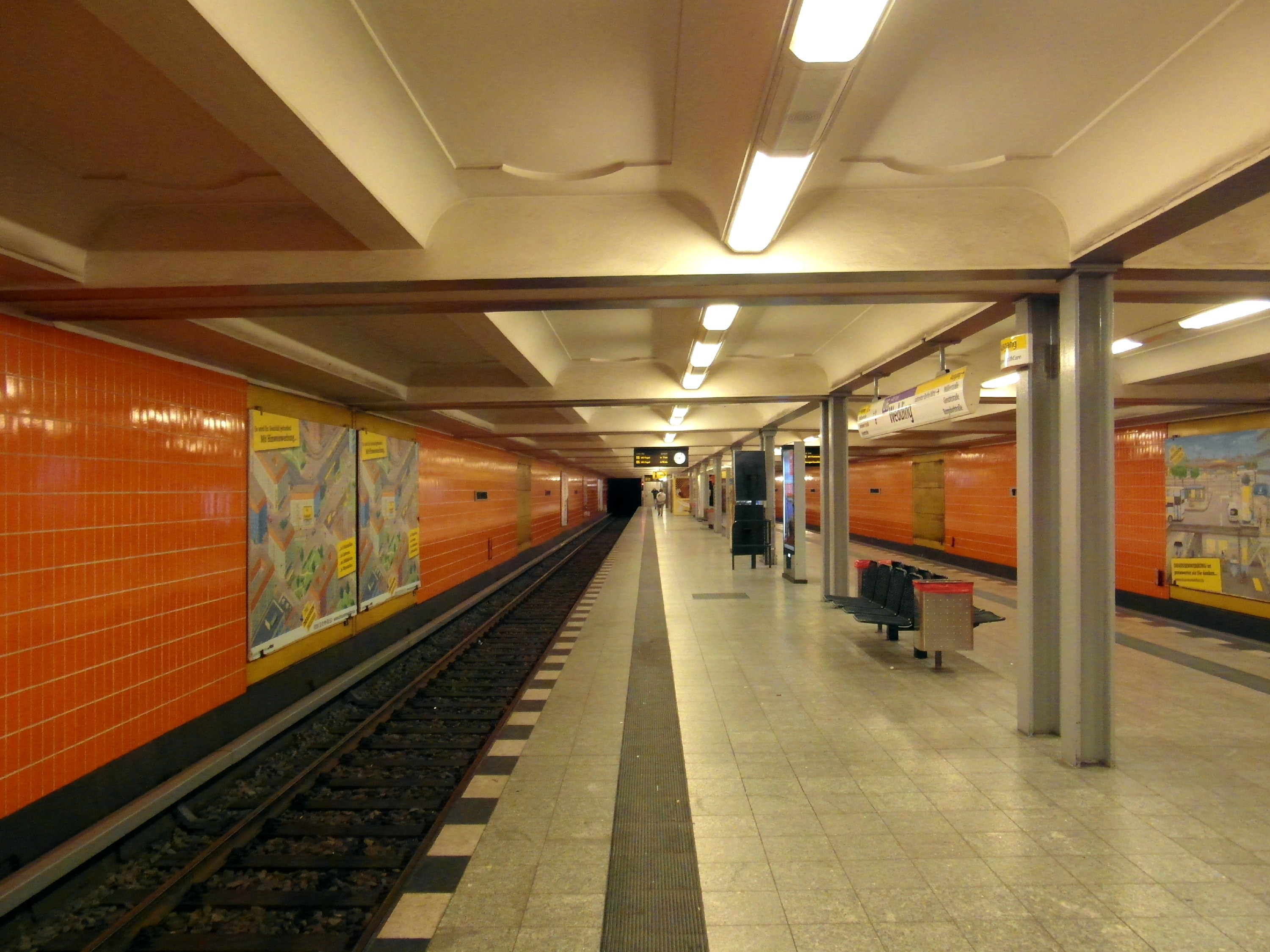
U-Bahnsteig der Station Wedding (Linie U6)

Im Ortsteil Wedding bestehen folgende ÖPNV-Verkehrslinien:
S-Bahn
- Ringbahnlinien S41 und S42 mit dem Bahnhof Wedding (zwischen Müllerstraße und Nettelbeckplatz gelegen)

U-Bahn
- Linie U6 Alt-Tegel – Alt-Mariendorf
- Linie U9 Osloer Straße – Rathaus Steglitz

Straßenbahn
- Linie M13 Virchow-Klinikum – U Warschauer Straße
- Linie 50 Virchow-Klinikum – Guyotstraße (Französisch Buchholz)

Bus
- Linie M27 S+U Jungfernheide – S+U Pankow
- Linie 106 U Seestraße – Lindenhof (Schöneberg)
- Linie 120 S+U Hauptbahnhof – S+U Wittenau
- Linie 142 U Leopoldplatz – S Ostbahnhof
- Linie 221 U Leopoldplatz – Bernshausener Ring (Märkisches Viertel)
- Linie 247 U Leopoldplatz – S Nordbahnhof
- Linie 327 U Leopoldplatz – S Schönholz

### Individualverkehr
Wichtigste Straße des Ortsteils ist die Seestraße, die westlich vom Wedding in die A 100 übergeht. Als wichtiger Zubringer zur Innenstadt dient die Müllerstraße, die Wedding in Nord-Süd-Richtung durchquert. Im Nordwesten tangiert die A 111 den Ortsteil. Entlang der nahezu gesamten östlichen Grenze zu Gesundbrunnen verläuft die Bundesstraße 96.
Durch den Wedding führen einige Fahrradrouten, so beispielsweise der Fernradweg Berlin–Kopenhagen.

## Infrastruktur
Der Wedding hat mehrere überregional bekannte Einrichtungen, die zu den größten Arbeitgebern der Stadt gehören.

### Industrie

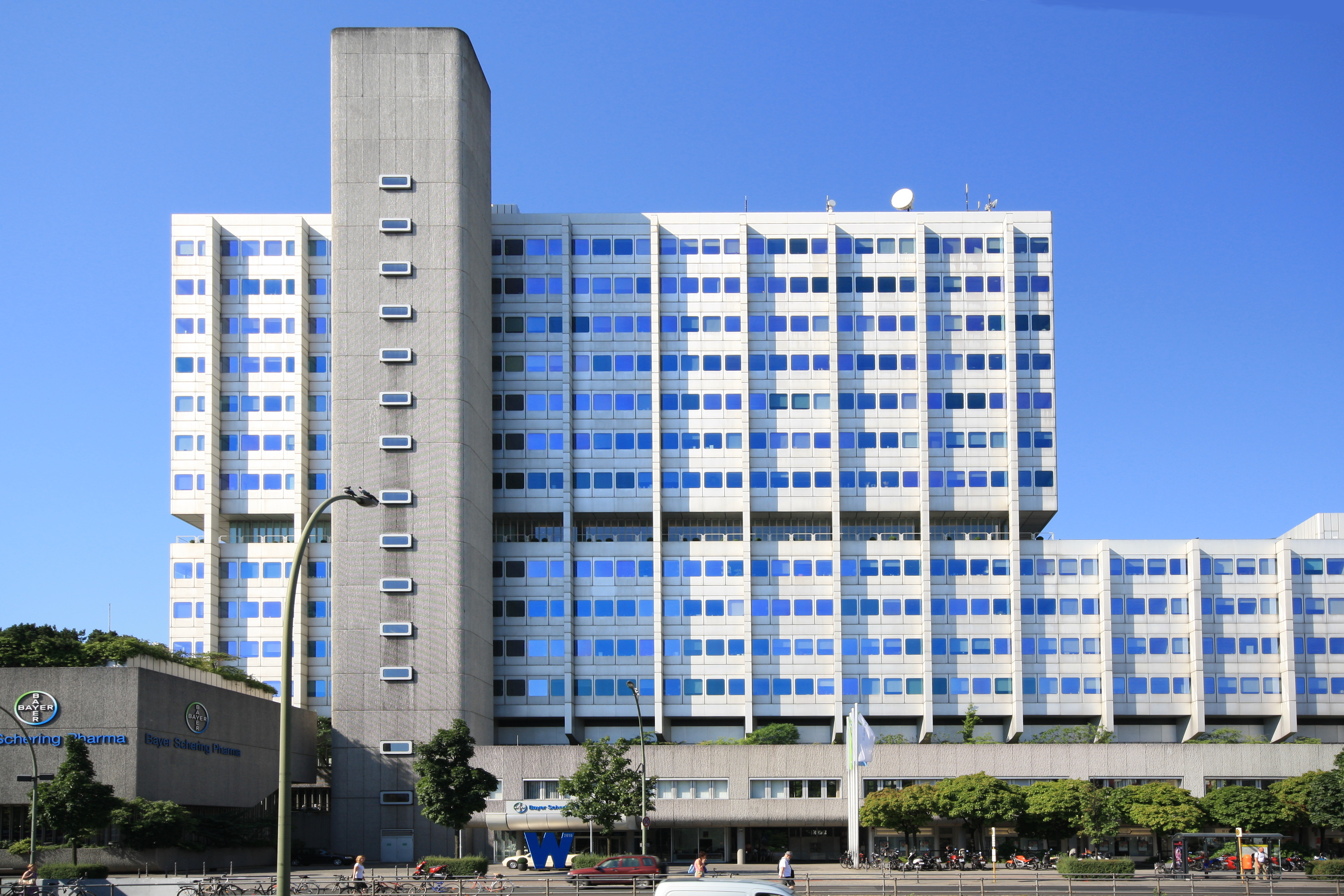
Schering-Hauptgebäude in der Müllerstraße

- Bis zur Übernahme durch die Bayer AG hatte mit der Schering AG der einzige Berliner DAX-Konzern seinen Sitz in der Müllerstraße. Das Firmengelände erstreckt sich zu beiden Seiten der Fennstraße von der Müllerstraße bis zum Nordhafen.
- Die Gebäude des ehemals größten Glühlampenwerks Europas, des Osram-Werks B, liegen zwischen Seestraße und Groninger Straße. Nachdem Osram 1988 hier die Glühlampenproduktion eingestellt hat, werden die heutigen OsramHöfe als Gewerbezentrum von Kleinbetrieben aus Einzelhandel, Dienstleistung und Handwerk sowie von wissenschaftlichen Institutionen und Forschungseinrichtungen genutzt.[9]

### Gesundheitseinrichtungen

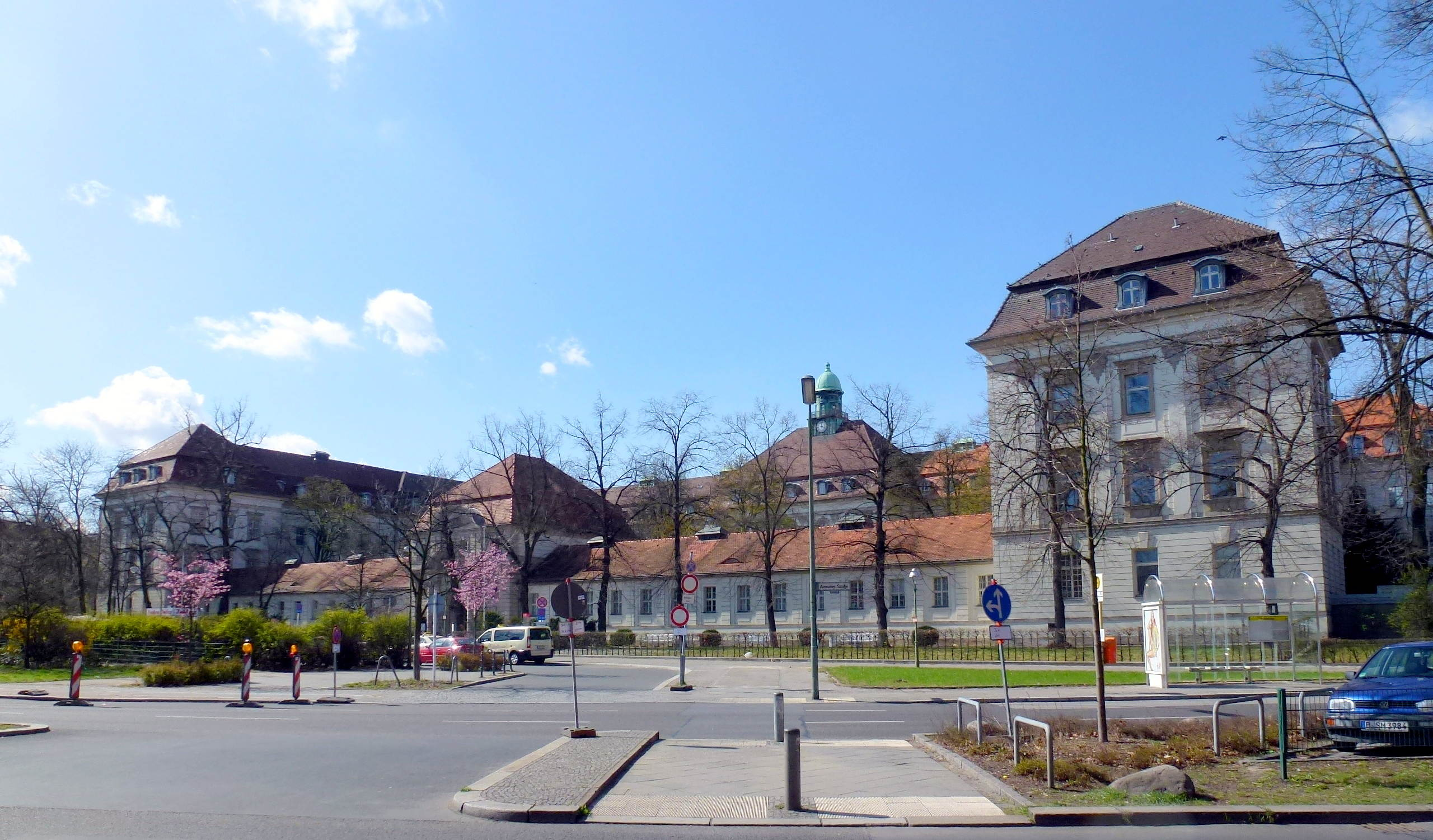
Eingang zum Rudolf-Virchow-Krankenhaus am Augustenburger Platz

- Das am Augustenburger Platz gelegene Rudolf-Virchow-Krankenhaus ist eines der größten Krankenhäuser Berlins. Es entstand 1899 bis 1906 als städtisches Krankenhaus. Während der Teilung Berlins diente das Rudolf-Virchow-Krankenhaus ab den 1980er Jahren als Universitätsklinikum der Freien Universität Berlin. Seit 1995 gehört das Rudolf-Virchow-Krankenhaus zur Humboldt-Universität und bildet seit 1998 den Campus Virchow-Klinikum (CVK) der Charité.[10]
- Auf dem Campus befindet sich ebenfalls das Deutsche Herzzentrum Berlin, in dem jährlich etwa 6.500 Patienten stationär und 14.000 Patienten ambulant behandelt werden.
- Das Robert Koch-Institut am Nordufer ist eine zentrale Überwachungs- und Forschungseinrichtung der Bundesrepublik Deutschland. Es ist dem Bundesministerium für Gesundheit (BMG) direkt unterstellt. Hier befindet sich auch ein Mausoleum für Robert Koch, dessen Namen das Institut trägt. Das Hauptgebäude ist ebenfalls ein gelistetes Baudenkmal.[11]
- Das Kaiser- und Kaiserin-Friedrich-Kinderkrankenhaus in der Reinickendorfer Straße entstand 1890 durch Rudolf Virchow und Adolf Baginsky um die Kindersterblichkeit zu verringern. Heute beherbergen die Gebäude das Evangelische Geriatriezentrum. Das Kaiser- und Kaiserin-Friedrich-Kinderkrankenhaus hat einen wesentlichen Beitrag zur Bekämpfung der Kindersterblichkeit geleistet. Die Anlage ist ebenfalls ein gelistetes Baudenkmal.[12]
- Das Paul-Gerhardt-Stift in der Müllerstraße ist eine am 7. Juni 1876 durch den evangelischen Pfarrer Carl Schlegel gegründete private Stiftung zur Pflege von Kranken, Kindern und Alten in christlicher Tradition der Nächstenliebe. Es diente bis 1987 als Krankenhaus. In den Hofgebäuden ist heute ein Ärztezentrum untergebracht.[13]

### Bildungseinrichtungen

#### Schulen
| SchulNr | Schulname                                     | Schulzweig                 | Anschrift                   |
| ------- | --------------------------------------------- | -------------------------- | --------------------------- |
| 01B04   | OSZ Gesundheit I                              | Berufsfachschule           | Schwyzer Straße 6–8         |
| 01P48   | meco Akademie GmbH                            | Fachschule                 | Seestraße 64                |
| 01G24   | Gottfried-Röhl-Grundschule                    | Grundschule                | Ungarnstraße 75             |
| 01G28   | Brüder-Grimm-Grundschule                      | Grundschule                | Tegeler Straße 18/19        |
| 01G31   | Wedding-Grundschule                           | Grundschule                | Antonstraße 10              |
| 01G40   | Möwensee-Grundschule                          | Grundschule                | Afrikanische Straße 123–125 |
| 01G41   | Erika-Mann-Grundschule                        | Grundschule                | Utrechter Straße 25–27      |
| 01G42   | Anna-Lindh-Schule (Grundschule)               | Grundschule                | Guineastraße 17/18          |
| 01G45   | Leo-Lionni-Grundschule                        | Grundschule                | Müllerstraße 158            |
| 01P50   | Inklusive Ganztagsgrundschule in Berlin Mitte | Grundschule (privat)       | Tegeler Straße 13           |
| 01Y08   | Lessing-Gymnasium                             | Gymnasium                  | Schöningstraße 17           |
| 01K02   | Ernst-Schering-Schule                         | Integrierte Sekundarschule | Lütticher Straße 47/48      |
| 01K08   | Schule am Schillerpark                        | Integrierte Sekundarschule | Ofener Straße 6             |
| 01A01   | 1. Schulpraktisches Seminar Mitte             | Schulpraktisches Seminar   | Tegeler Straße 16           |
| 01A02   | 2. Schulpraktisches Seminar Mitte             | Schulpraktisches Seminar   | Tegeler Straße 16           |
| 01A03   | 3. Schulpraktisches Seminar Mitte             | Schulpraktisches Seminar   | Tegeler Straße 16           |
| 01A06   | 4. Schulpraktisches Seminar Mitte             | Schulpraktisches Seminar   | Tegeler Straße 16           |
| 01E10   | SiliconStudioAcademy-Berlin                   | Sonstige Ergänzungsschule  | Groninger Straße 25         |
| 01S05   | Schule in der Charité                         | Übrige Förderschwerpunkte  | Augustenburger Platz 1      |

#### Hochschulen und sonstige Schulen

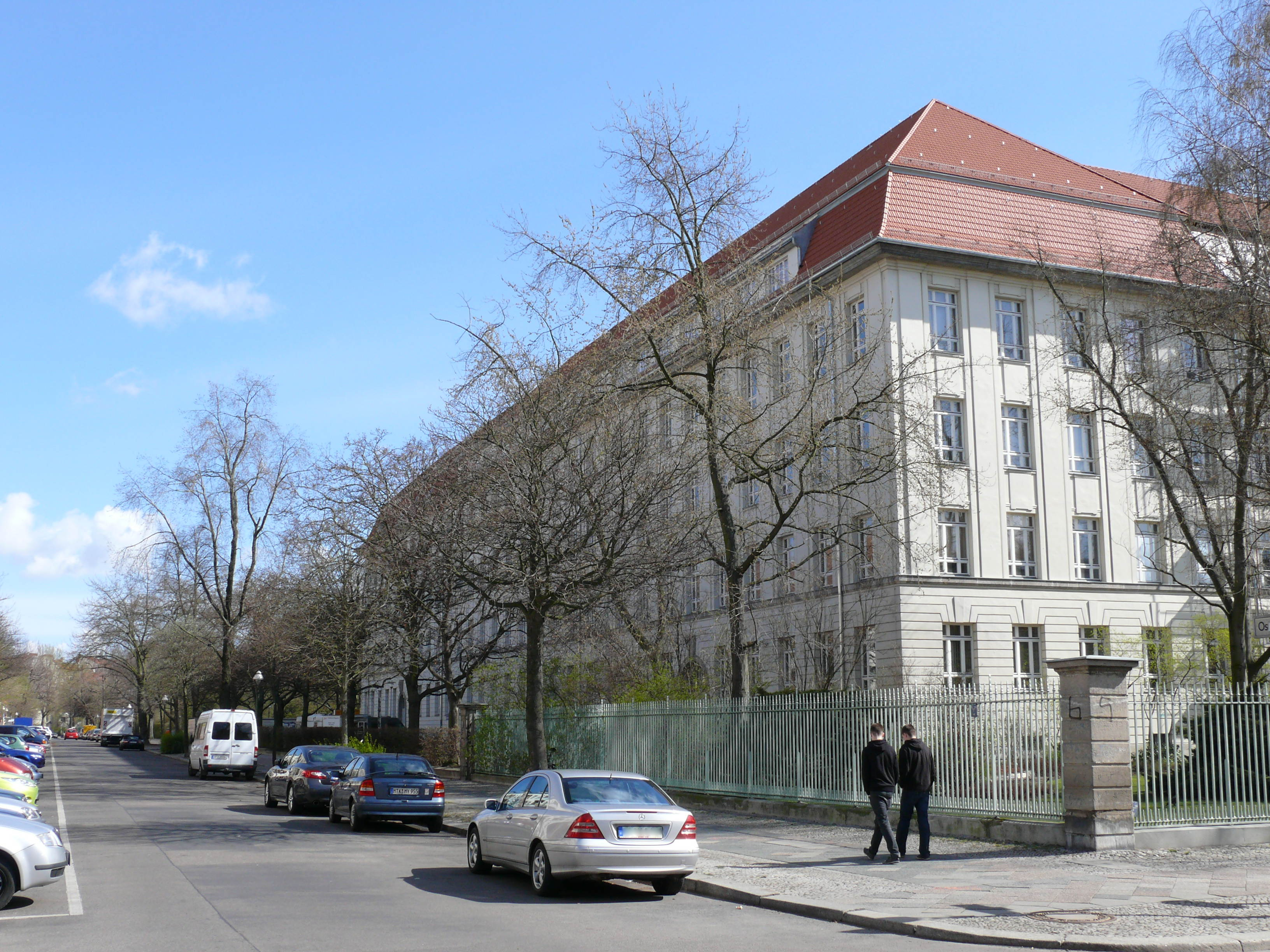
Haus Beuth in der Ostender Straße

- Die Berliner Hochschule für Technik bildet an ihrem Sitz seit 1913 in der Lütticher Straße Ingenieure und Techniker aus. Heute befindet sie sich auf dem Gelände zwischen Luxemburger- und Limburger Straße und hat, über mehrere Standorte verteilt, ca. 11.000 Studenten. Das Gebäude in der Lütticher Straße ist ein gelistetes Baudenkmal.[14]
- Das Institut für Gärungsgewerbe und Biotechnologie an der Seestraße besteht seit 1890. Es lieferte bedeutende Beiträge für das wissenschaftliche Gärungswesen. Auf dem Gelände befindet sich im 21. Jahrhundert die Versuchs- und Lehranstalt für Brauerei (VLB) des Deutschen Brauer-Bundes. Von 1891 bis 1981 betrieb die VLB Berlin an der Seestraße 13 ihre Hochschul-Brauerei, die in den 1920er Jahren fast 45.000 Hektoliter Jahresausstoß verzeichnete. Der Braubetrieb wurde 1981 eingestellt. Das Gebäude ist ein gelistetes Baudenkmal.[15]
- Die Akademie für Kardiotechnik am Deutschen Herzzentrum bildet seit 1988 Kardiotechniker aus.

### Kultureinrichtungen

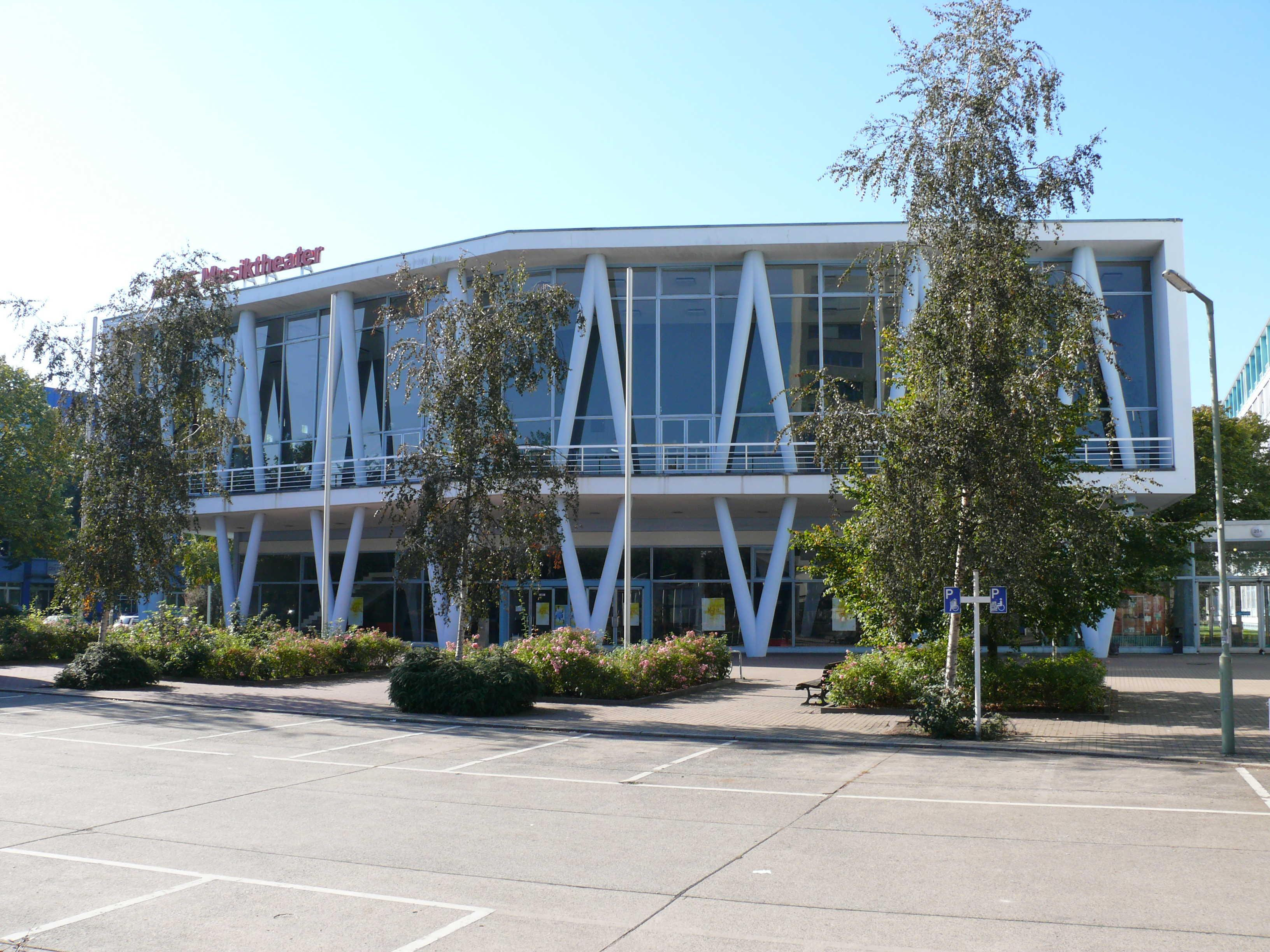
Atze Musiktheater im Max-Beckmann-Saal an der Luxemburger Straße

- Das Centre Français de Berlin in der Müllerstraße entstand um 1960 im Auftrag der französischen Militärregierung als Centre Culturel Français als Begegnungsstätte zur Förderung der französischen Kultur in Berlin. Nach Abzug der Alliierten wurde es als Centre Français de Berlin neu eröffnet und dient der Förderung der deutsch-französischen Freundschaft und der europäischen Gedanken zur Völkerverständigung. Im Centre befindet sich das ‚City Kino Wedding‘. Das Gebäude ist ein gelistetes Baudenkmal.[16]
- Seit 1984 befindet sich das Anti-Kriegs-Museum in der Brüsseler Straße 21, das die Schrecken der vergangenen Weltkriege, pazifistische Aktionen und die aktuelle Kriegssituation in der Welt dokumentiert.
- Vom Jahr 2000 bis 2016 fand das Deutsch-Französische Volksfest auf dem Zentralen Festplatz am Kurt-Schumacher-Damm als größtes Volksfest Berlins statt. Zuvor wurde es seit 1963 auf dem gegenüberliegenden Gelände in Tegel veranstaltet, das heute als Parkplatz genutzt wird.
- Das Atze Musiktheater im Max-Beckmann-Saal[17] an der Luxemburger Straße hat als größtes Musiktheater für Kinder im Grundschulalter über 90.000 Zuschauer pro Jahr.
- Das Prime Time Theater ist ein modernes Volkstheater, das neben dem Kurt-Schumacher-Haus an der Ecke Müllerstraße und Burgsdorfstraße residiert.
- Das Kino ‚Cineplex Alhambra‘ ist neben dem Kino im Centre Français de Berlin das letzte verbliebene Kino im Ortsteil. Es entstand hier 1921 als ‚Apollo‘, wurde 1943 zerstört und 1953 wieder aufgebaut. 1999 wurde das alte Haus abgerissen und durch einen Neubau ersetzt. 2004 kam das ‚Alhambra‘ unter Zwangsverwaltung, das Haus wurde an die Betreiberfirma Kinocenter Neukölln GmbH (KNC) verpachtet.[18]

### Sonstiges

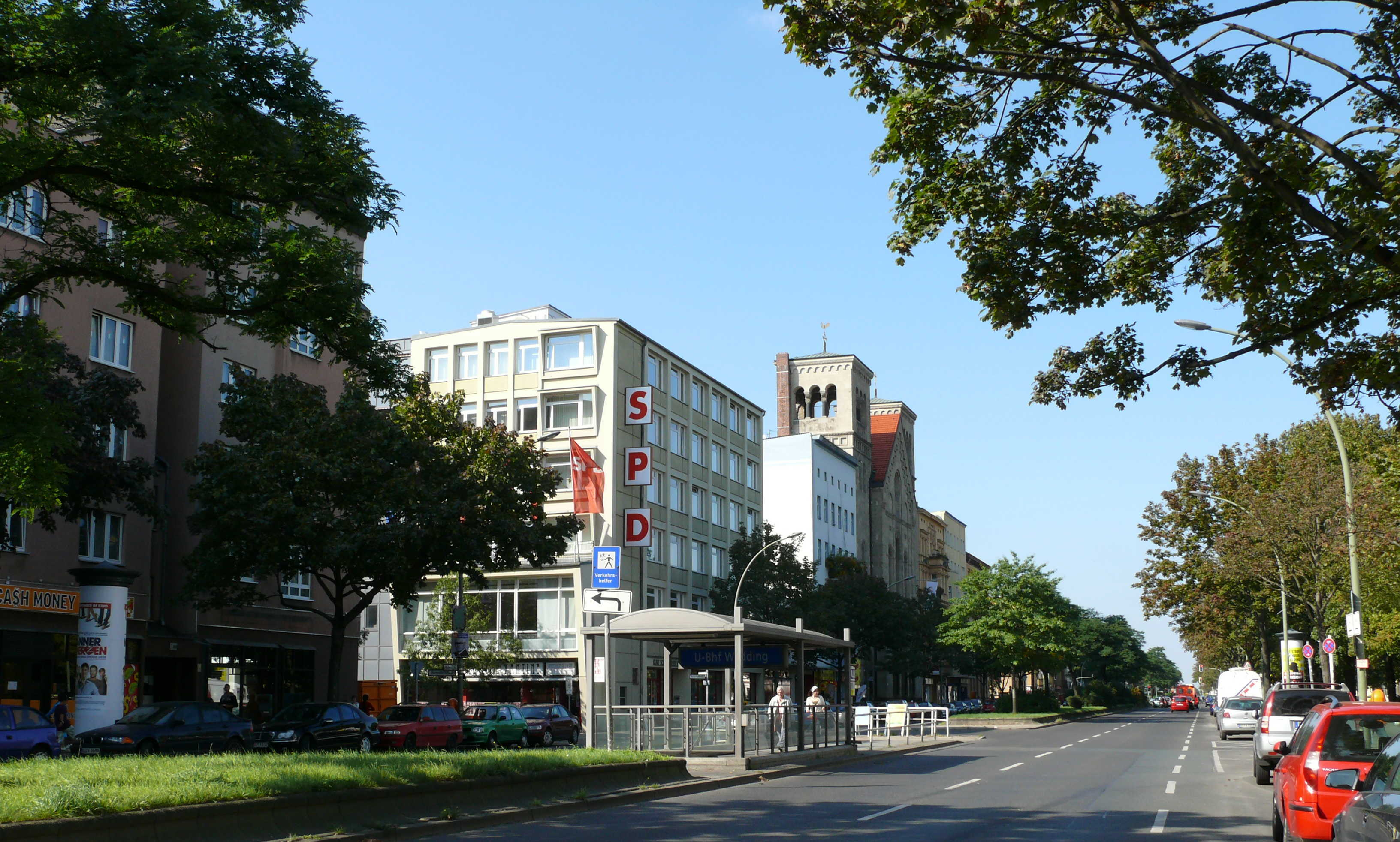
Kurt-Schumacher-Haus der SPD in der Müllerstraße

- Das Kurt-Schumacher-Haus in der Müllerstraße entstand um 1962 als Sitz des Berliner SPD-Landesverbandes, der auch heute noch hier seinen Sitz hat. Das Gebäude ist ein gelistetes Baudenkmal.[19]
- Die Julius-Leber-Kaserne ist die größte Kaserne in Berlin. Von August 1945 bis 1994 war sie als Quartier Napoléon das Hauptquartier der Forces Françaises à Berlin.
- Das Kombibad Seestraße liegt in der Ungarnstraße.[20]
- Mit der Hauptwerkstatt Seestraße betreibt die BVG eine Werkstatt zur Wartung von Klein- und Großprofilwagen. Die um 1923 eröffnete Anlage ist ein gelistetes Baudenkmal.[21]
- Der 1927 eröffnete Betriebshof Müllerstraße ist für den gesamten Busverkehr im Berliner Norden zuständig. Nach Angaben der BVG sind gegenwärtig 239 Busse auf dem Hof beheimatet, 437 Mitarbeiter des Fahrdienstes haben auf dem Hof ihren Arbeitsplatz. Zusätzlich sind vor Ort die als Verkehrsakademie Omnibus bezeichnete Fahrschule der BVG als auch deren Kleiderkammer untergebracht. Die Anlage ist ein gelistetes Baudenkmal.[22]

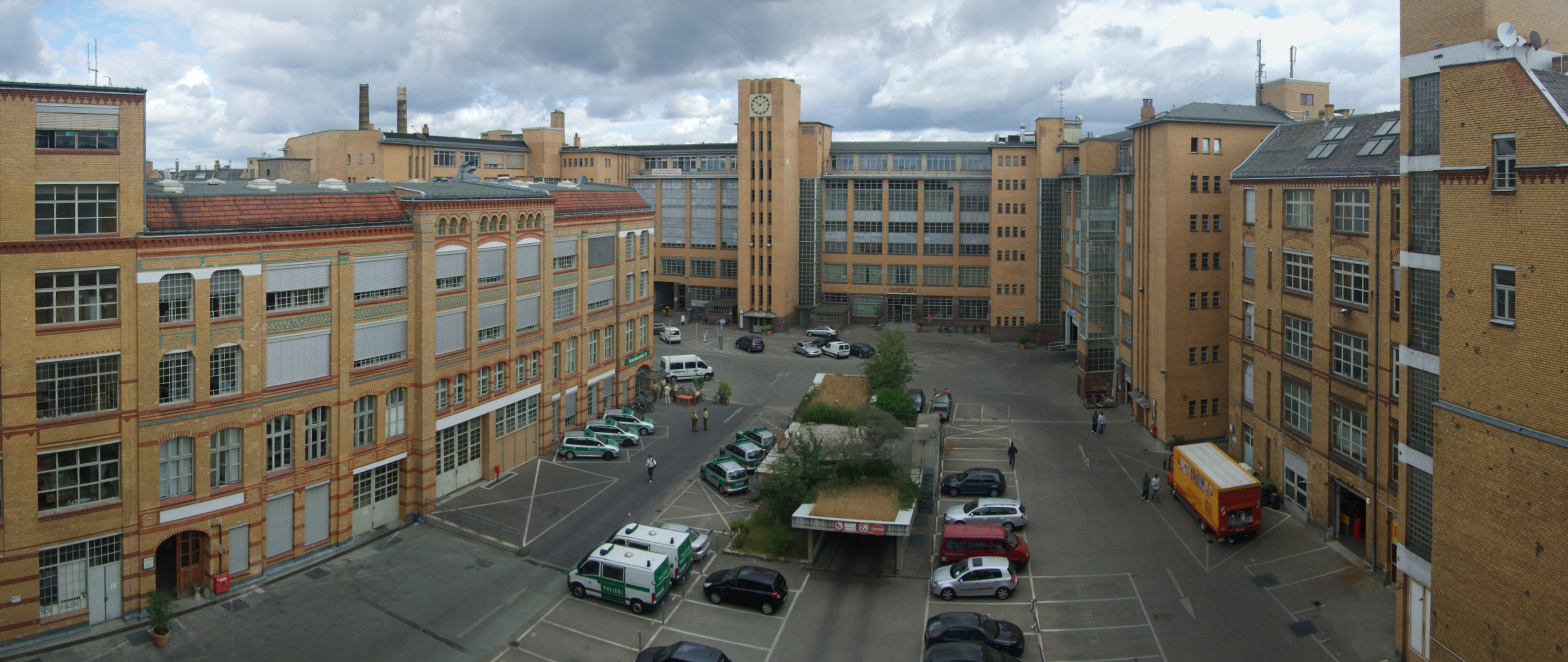
Einer der OsramHöfe, Groninger Straße
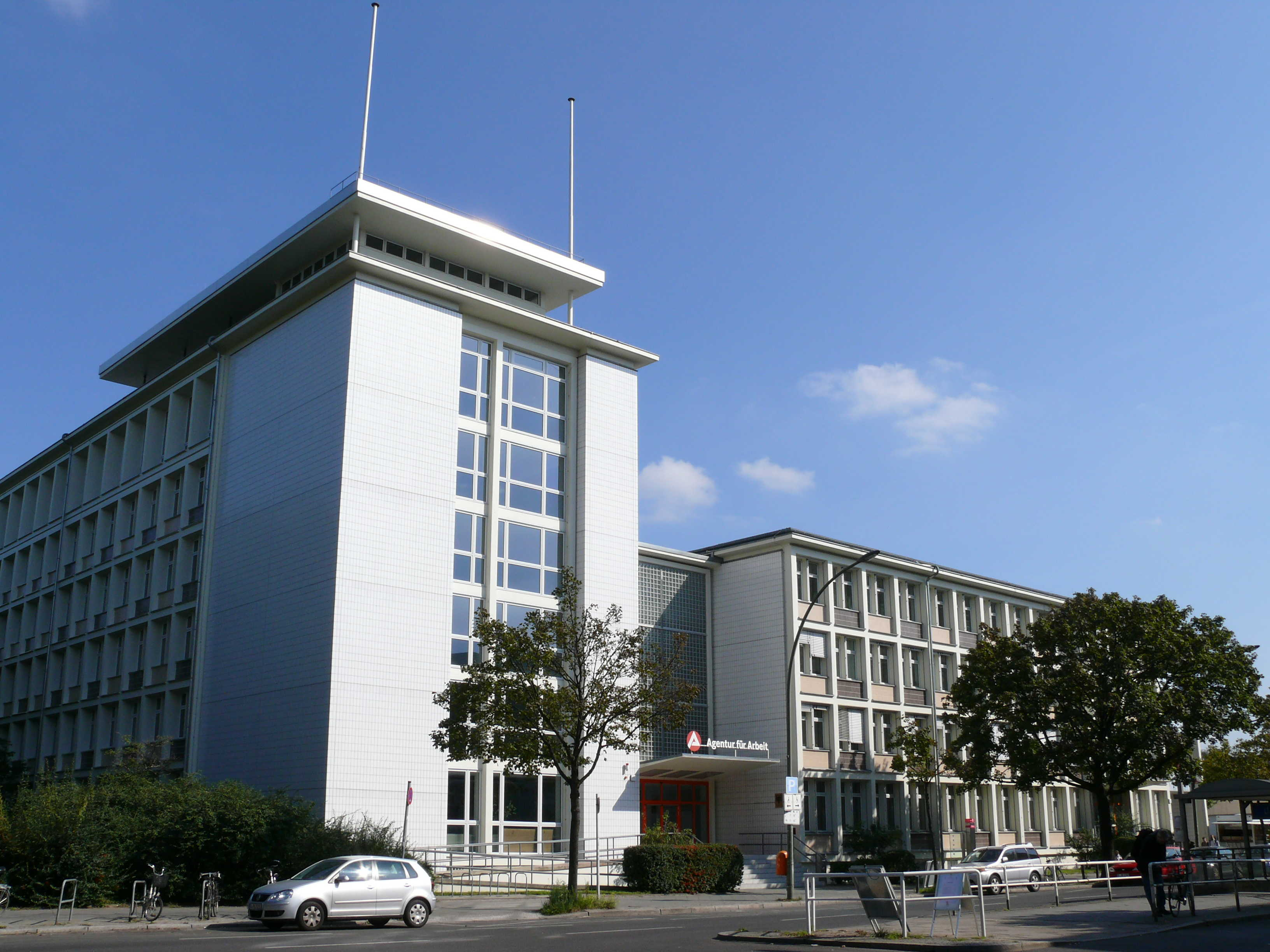
Jobcenter Mitte in der Müllerstraße 16 (früher: Arbeitsamt)
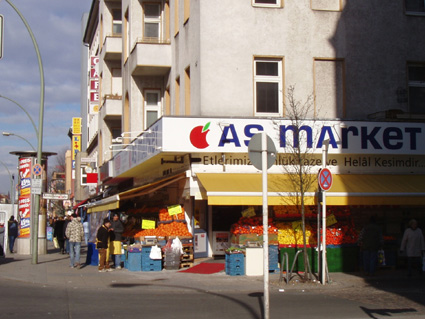
Supermarkt in der Müllerstraße
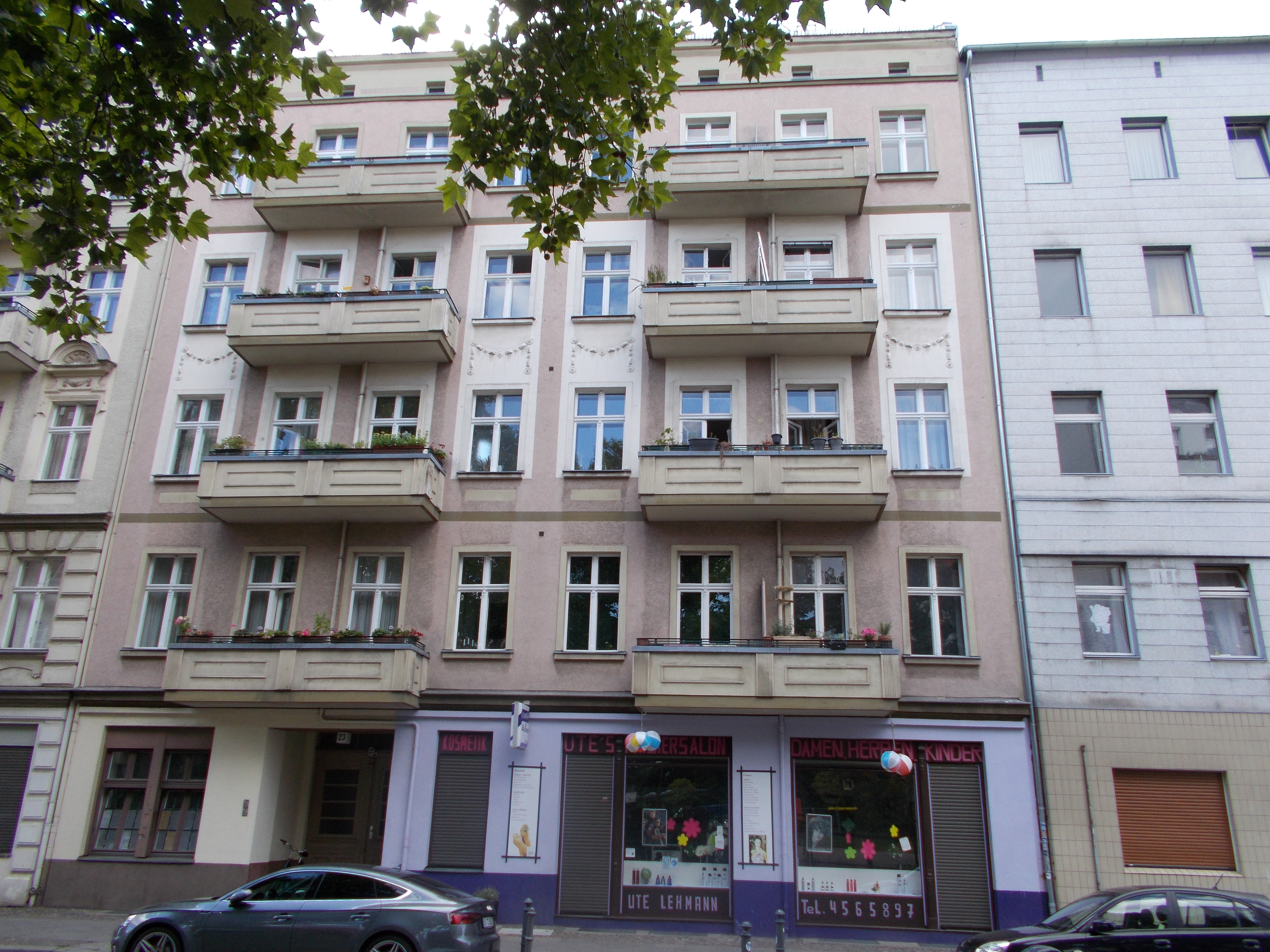
Friseursalon, Oudenarder Straße
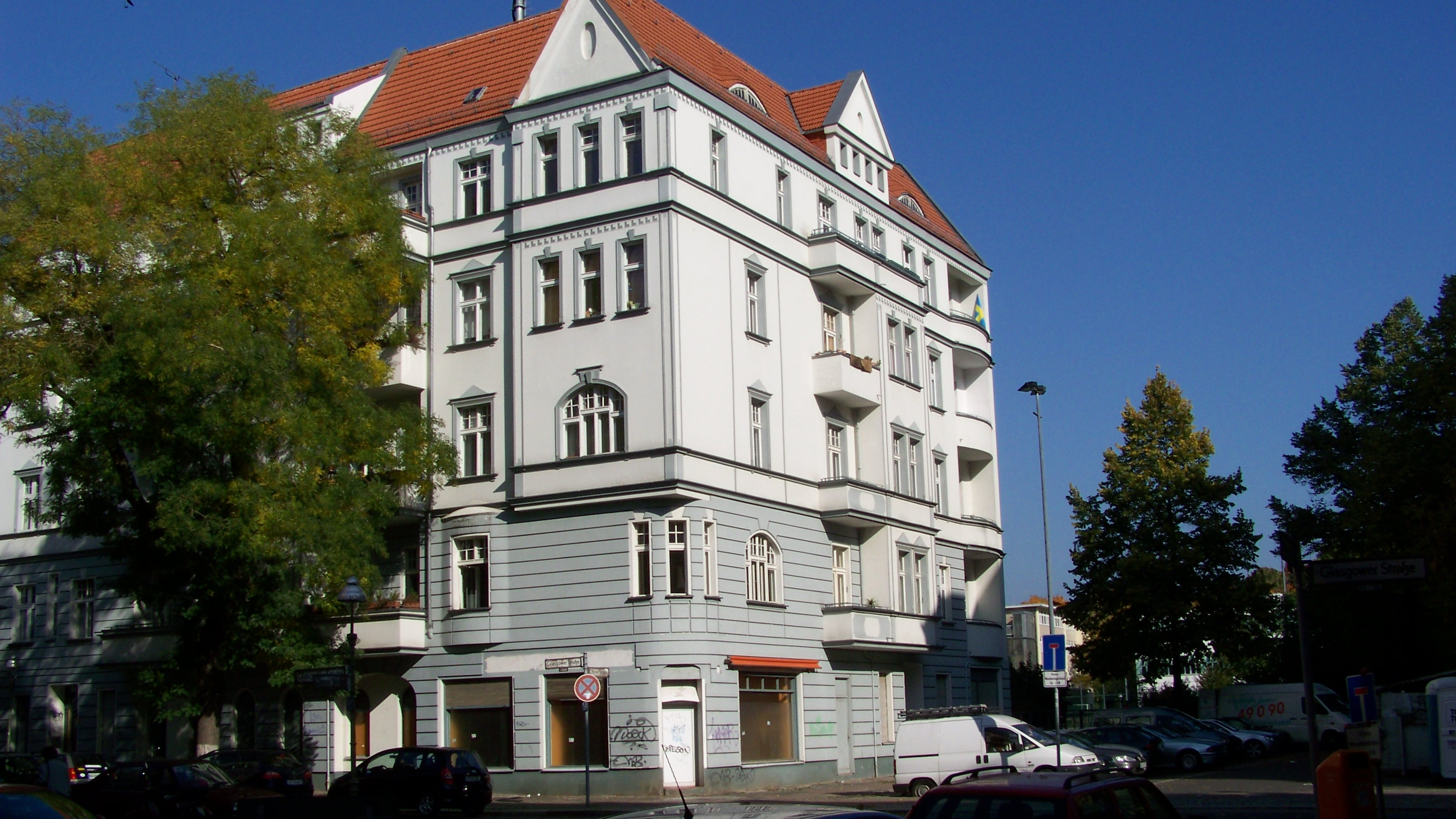
Haus in der Glasgower Straße
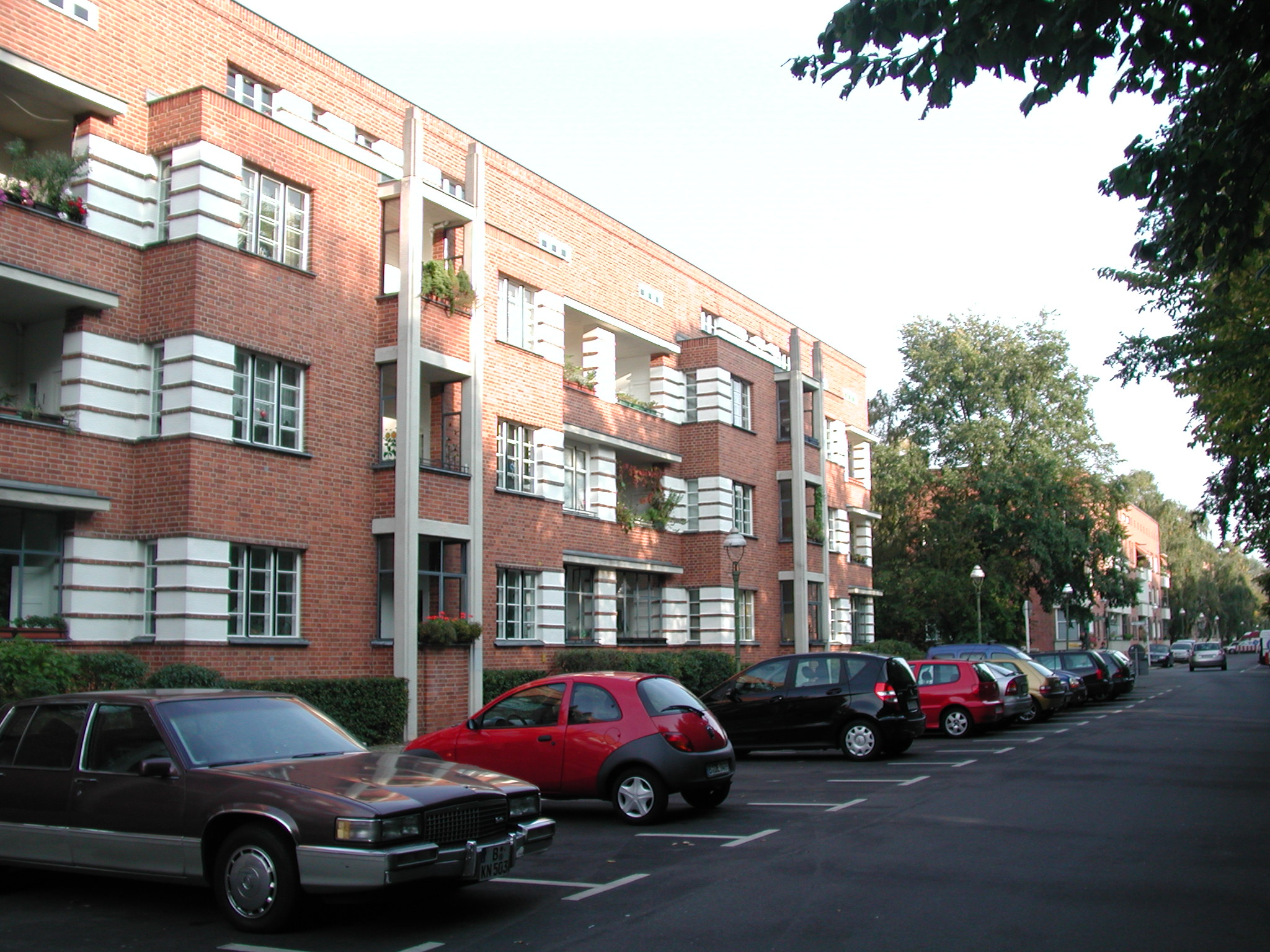
Siedlung Schillerpark, denkmalgeschützte Wohnhäuser Bristolstraße
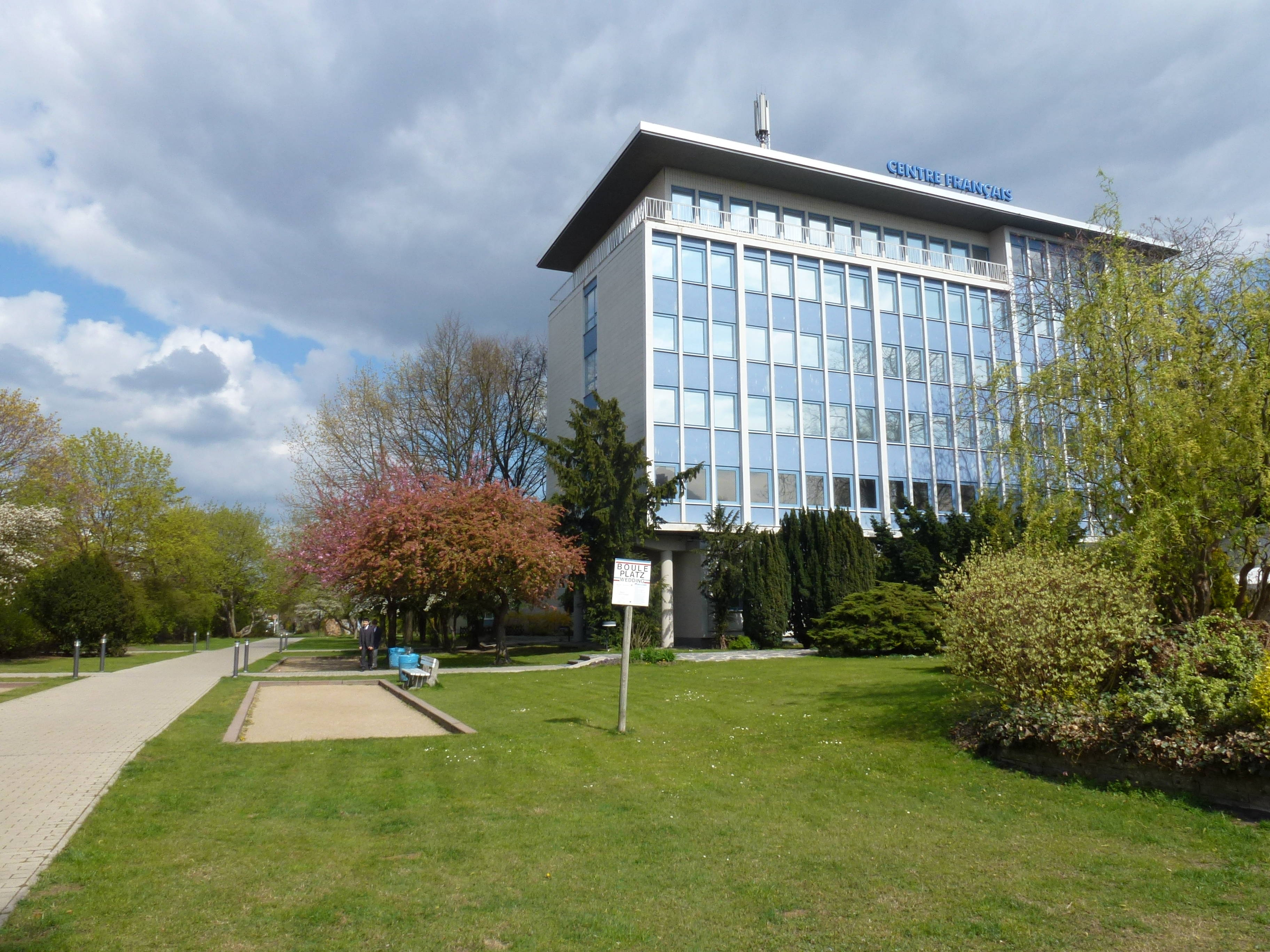
Centre Français in der Müllerstraße
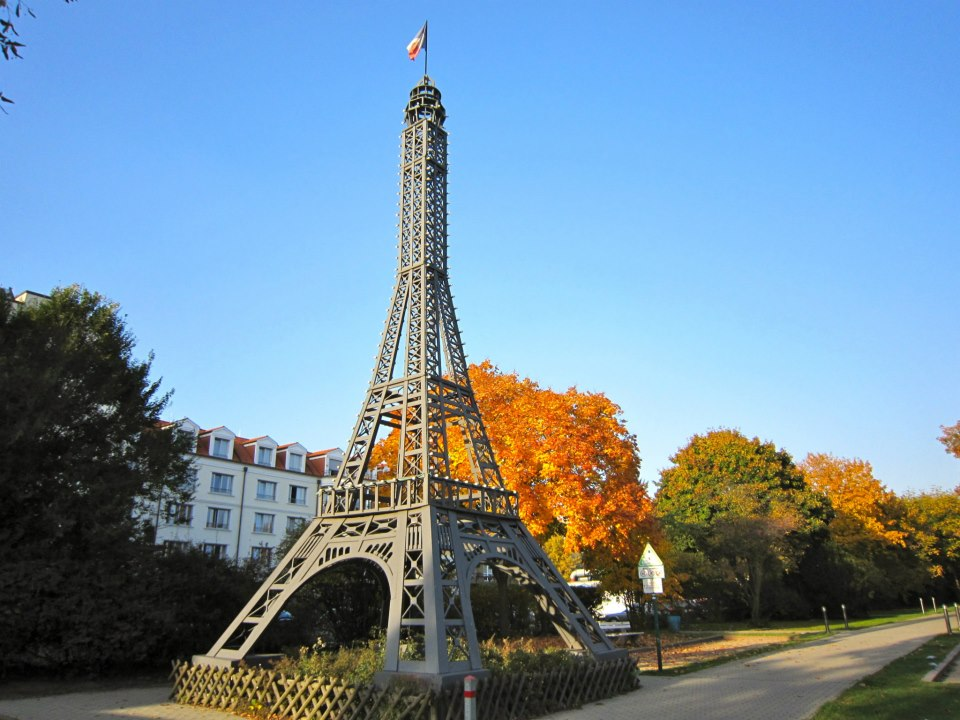
Miniatur-Eiffelturm am Centre Français
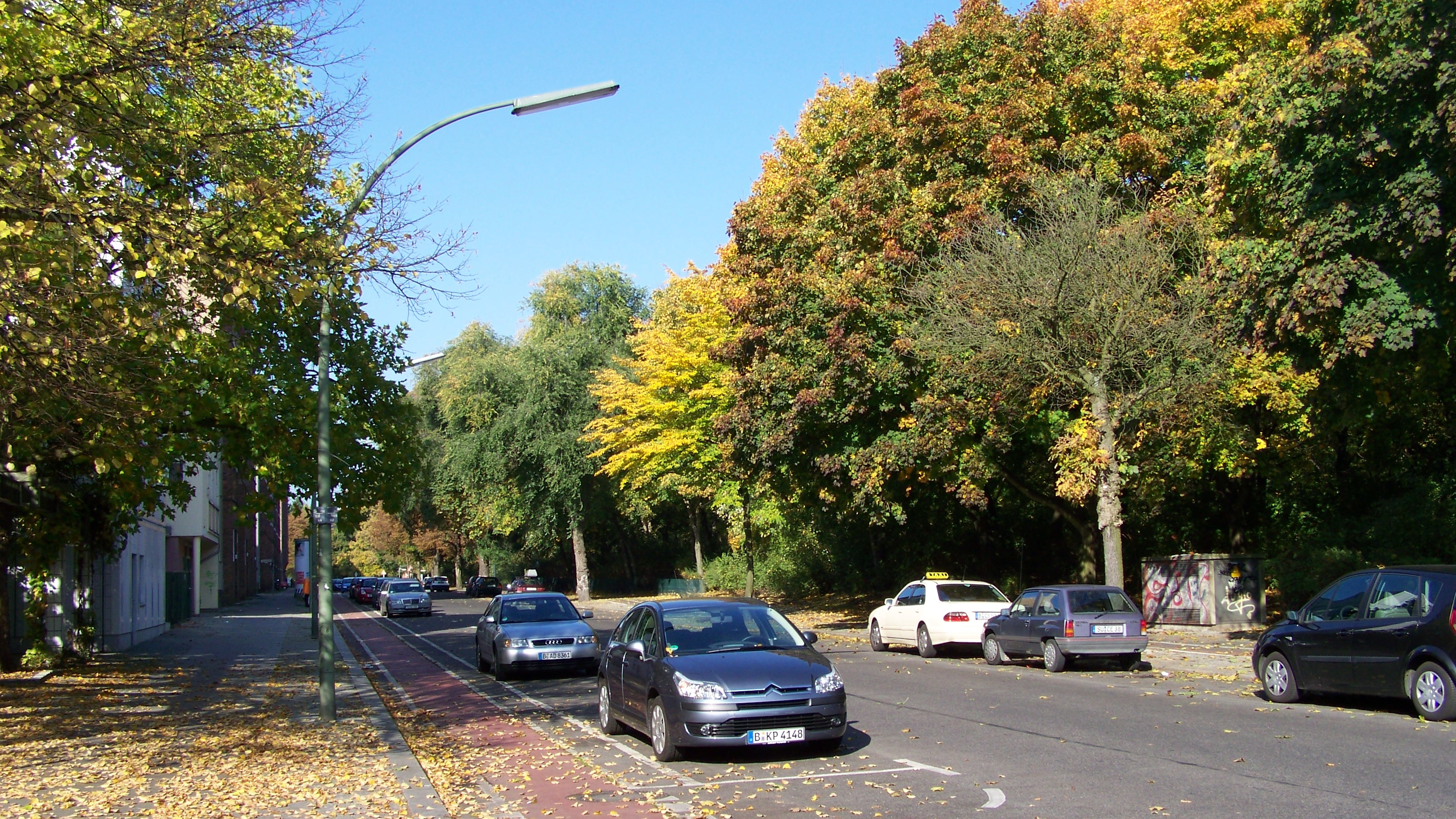
Edinburger Straße am Schillerpark
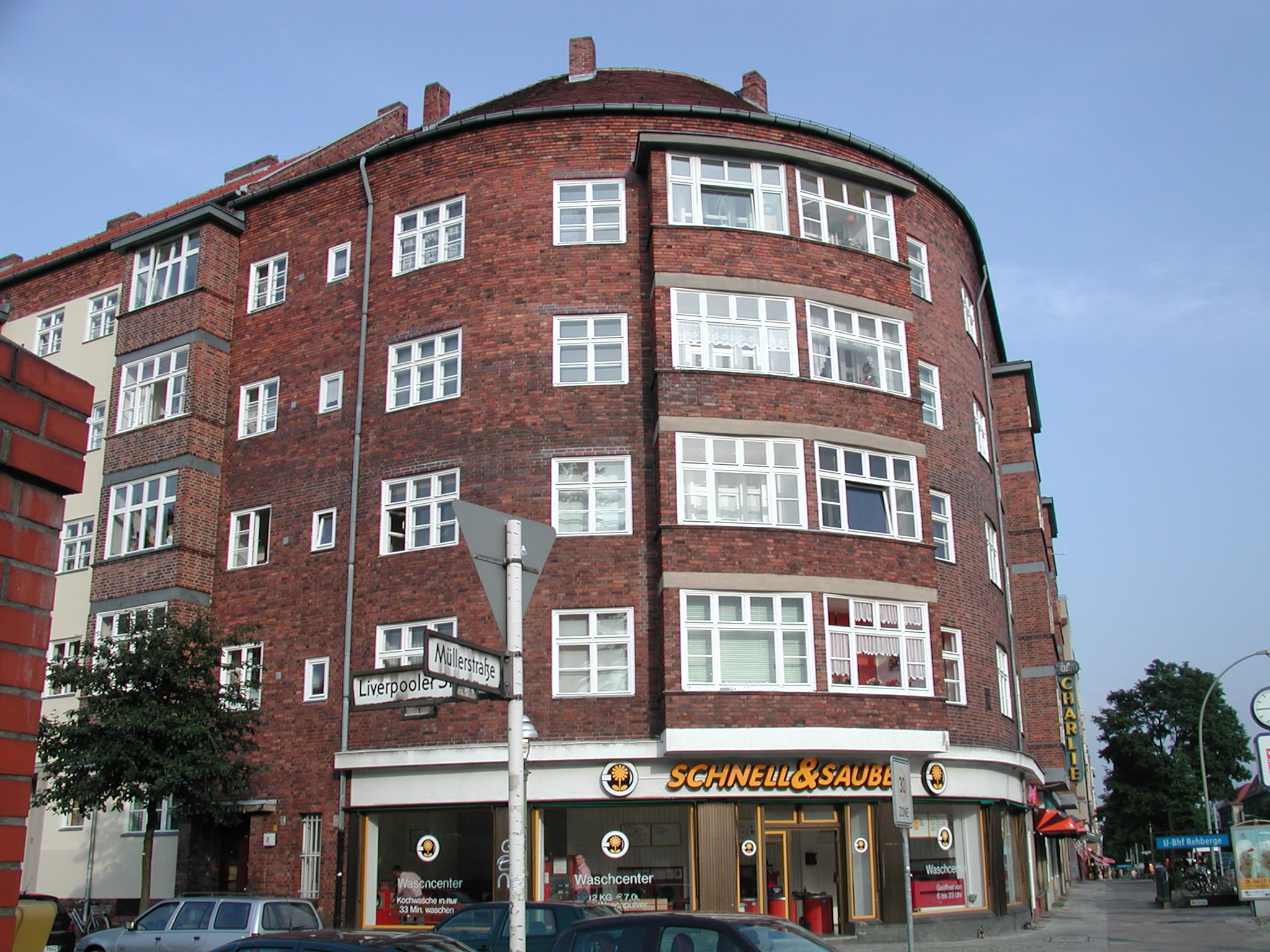
Liverpooler Straße Ecke Müllerstraße
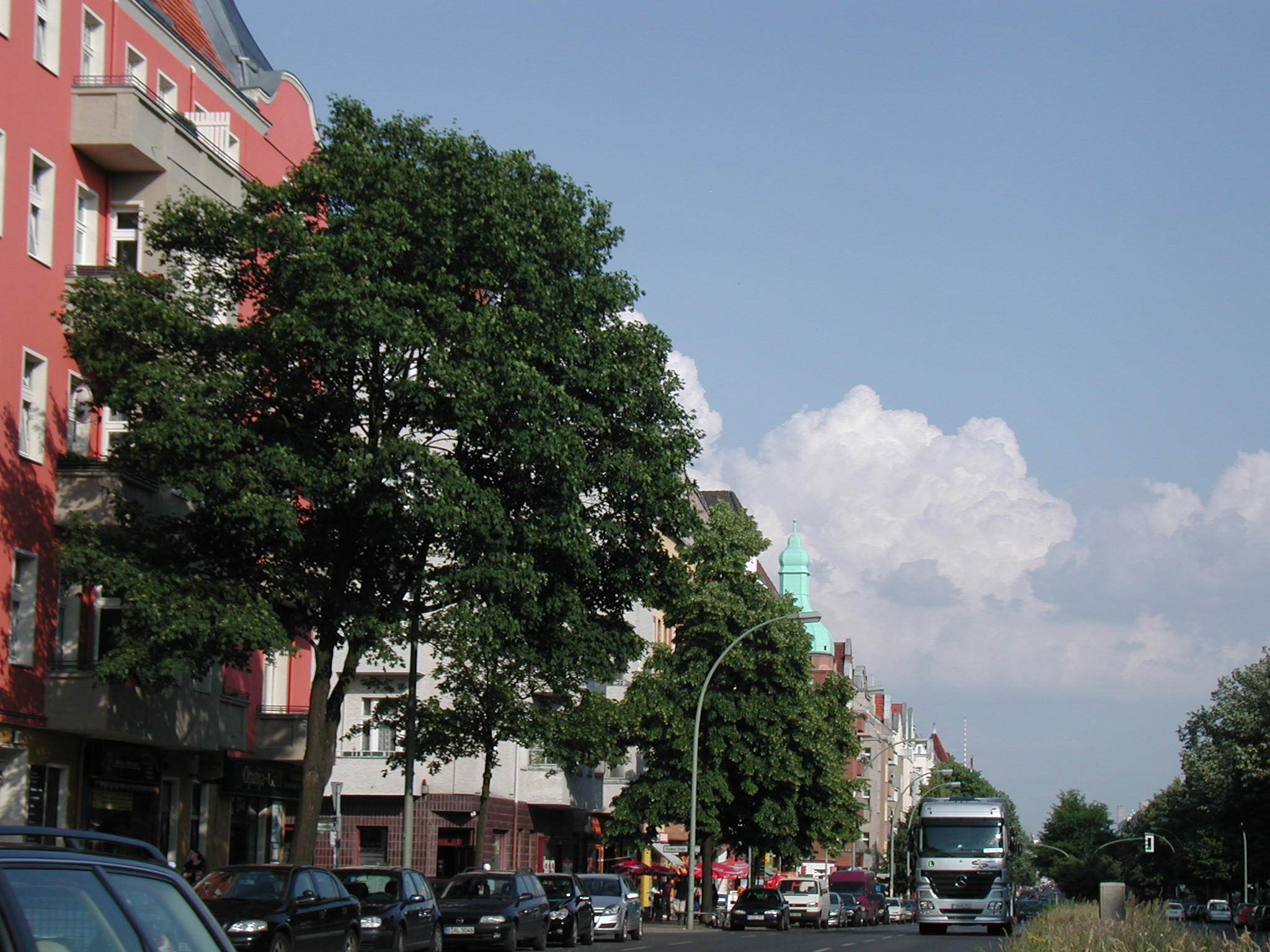
Müllerstraße nahe dem U-Bahnhof Rehberge
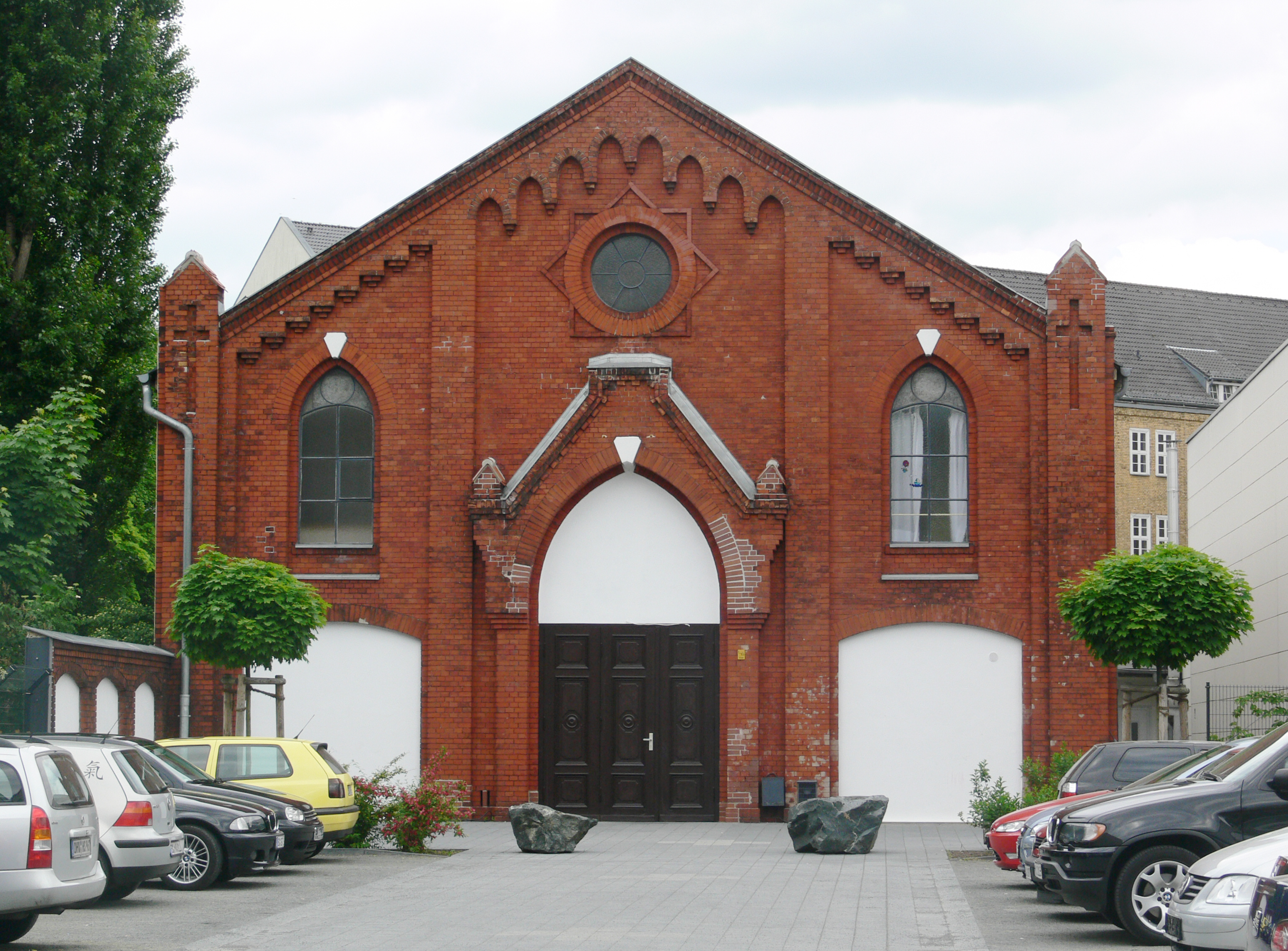
Baptistenkirche Wedding
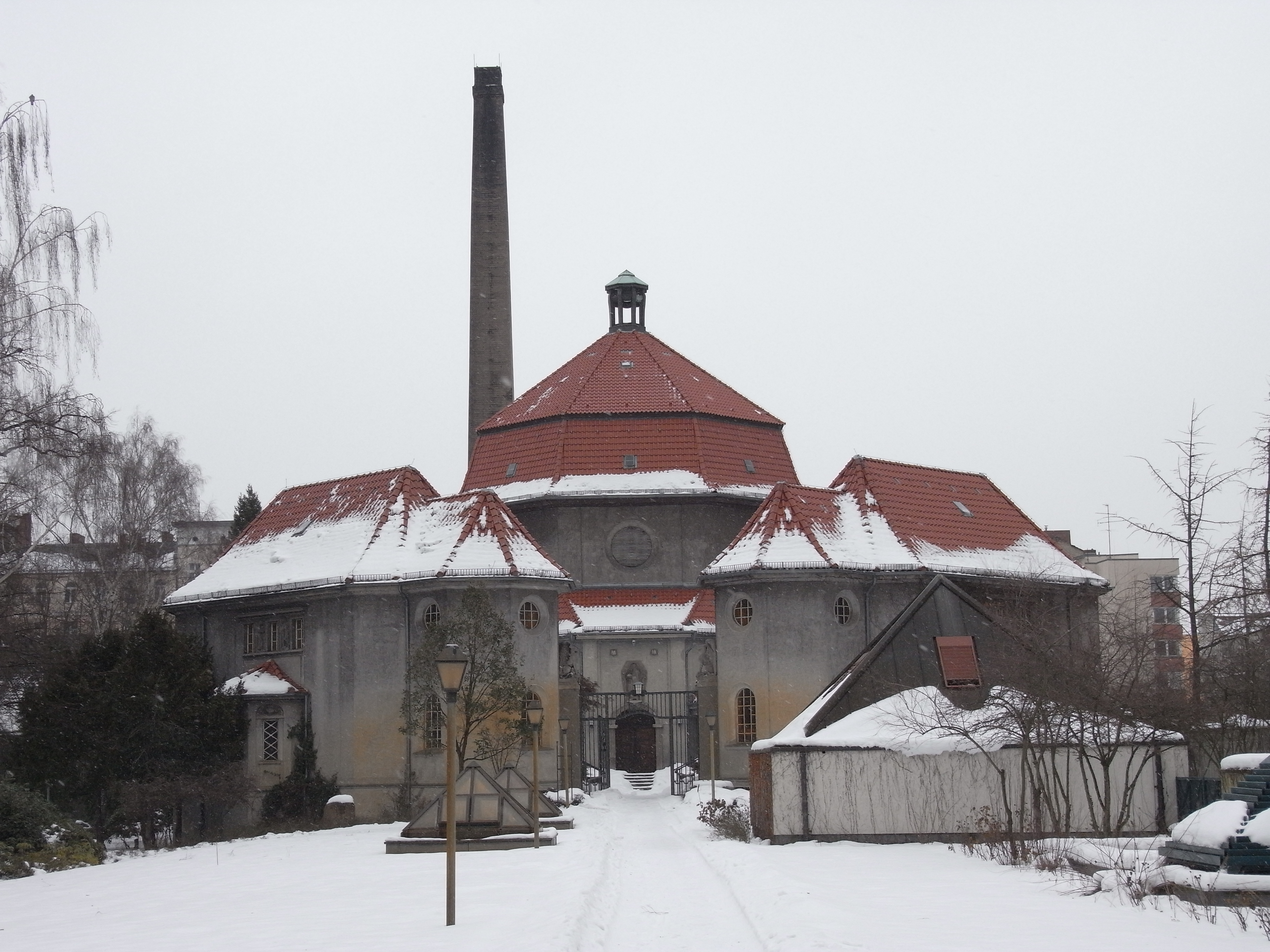
Ehemaliges Krematorium am Urnenfriedhof Gerichtstraße
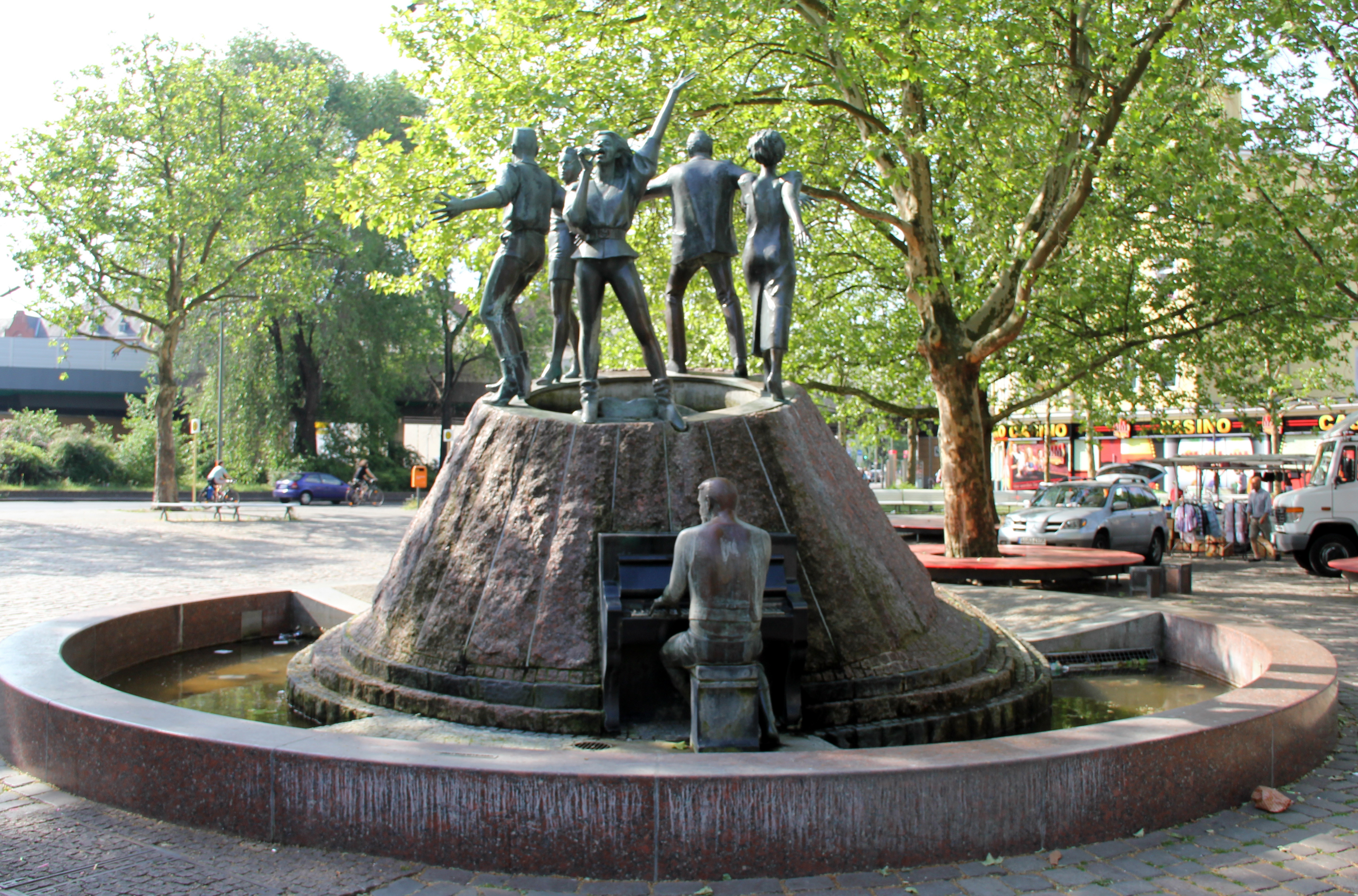
Brunnen Tanz auf dem Vulkan am Nettelbeckplatz von Ludmila Seefried-Matějková, 1988

## Filme
- Kein Mord, kein Totschlag, Regie: Uwe Schrader, 1985
- Wedding, Regie: Heiko Schier, 1990
- Kroko, Regie: Sylke Enders, 2003
- Tempel, Fernsehserie in ZDFneo, 2016